# 中华人民共和国航天
中国航天是中华人民共和国在外层空间的活动，包括进出、探索、利用和治理空间的能力。其中“航天”一词由中国著名导弹与火箭工程的奠基人钱学森于1967年提出，范围被界定为地球大气层以外太阳系以内，以避免当今科学技术条件下“宇航（宇宙航行）”一词描述的夸大。与此对应地，中国执行载人航天飞行任务的人员被称为“航天员”。
中国的航天事业始于1956年国防部第五研究院的组建，以导弹工程起步，于1970年4月24日使用长征一号运载火箭自酒泉成功发射第一颗人造卫星“东方红一号”，成为继苏联、美国、法国、日本之后世界上第五个拥有自主航天能力的国家。经过半个多世纪的发展，如今中华人民共和国已掌握长征系列火箭为核心的完善的航天发射能力，拥有酒泉、太原、西昌、文昌、海南商发五大陆上航天发射场和东方航天港这一个海上航天发射母港，发射及运营大量遥感、通信、导航、科学探测等功能的卫星，活动范围涵盖从近地轨道到地外行星轨道与陆地的空间，并且是世界上仅有的三个可以独立完成载人航天的国家之一。
当前，中国的航天活动主要由中国国家航天局管理，主要项目包括中国载人航天工程、北斗卫星导航系统、中国探月工程、高分专项工程、中国行星探测工程等，活跃程度居世界前列。近年来的重大成就有嫦娥三号、嫦娥四号、嫦娥五号、嫦娥六号、天问一号、中国空间站等。未来数年内，中国还将执行大型空间望远镜、小行星与彗星探测、火星采样返回、木星系探测、载人登月等具有世界先进水平的航天任务。

## 宗旨与原则
根据国务院新闻办公室发布的《2021年中国的航天》白皮书，中国发展航天事业的宗旨为：
- 探索外层空间，扩展对地球和宇宙的认识
- 和平利用外层空间，维护外层空间安全，在外空领域推动构建人类命运共同体，造福全人类
- 满足经济建设、科技发展、国家安全和社会进步等方面的需求，提高全民科学文化素质，维护国家权益，增强综合国力。

白皮书同时指出，中国发展航天事业服从和服务于国家整体发展战略，坚持创新引领、协同高效、和平发展、合作共享的原则，推动航天高质量发展。

## 历史

### 1950年代

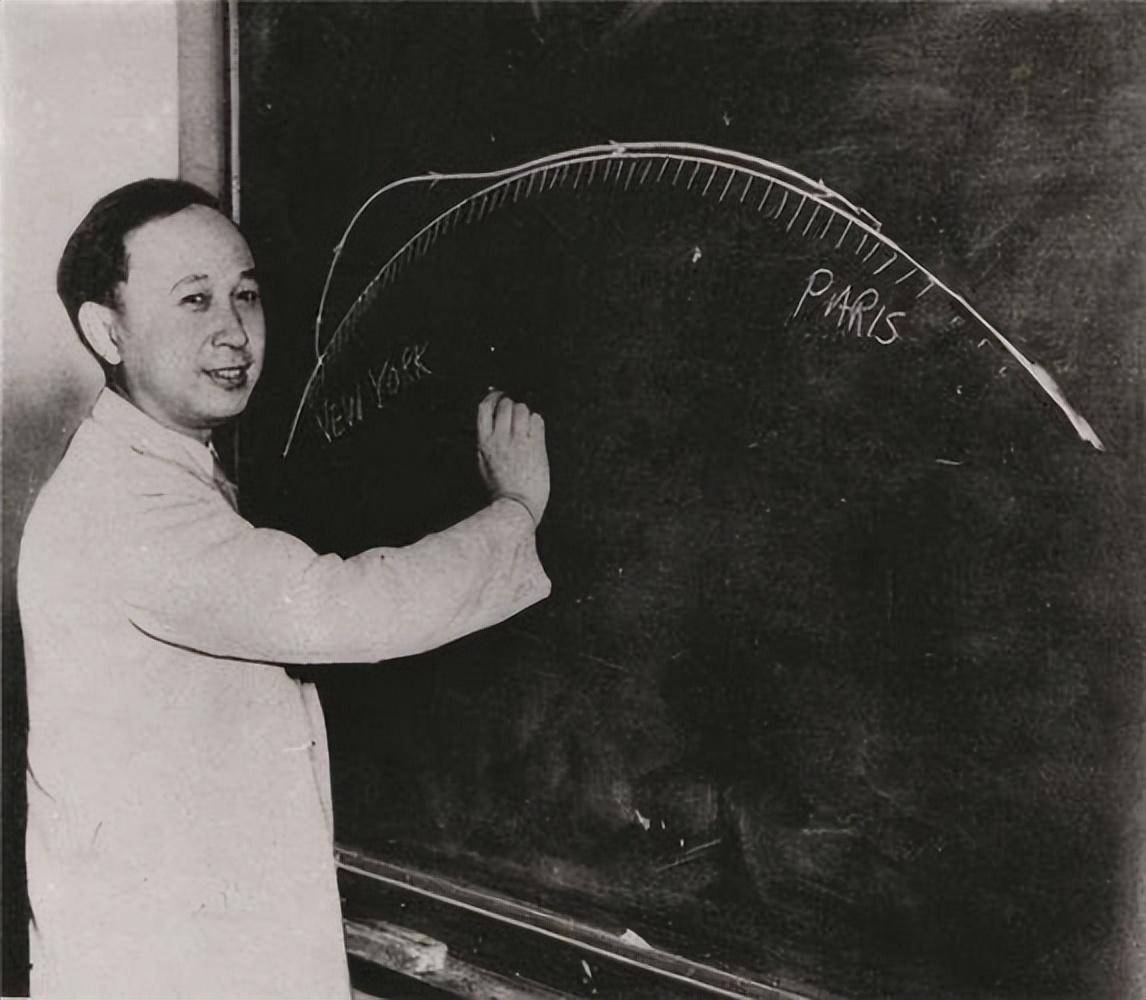
中国航天事业的奠基人钱学森

1949年中华人民共和国成立后，国家处于百废待兴的状态，工业基础极度薄弱，导弹火箭相关的知识几乎不存在。1950年上半年，中央人民政府开始着手组建新中国的现代国防工业。国务院在制定《1956~1967年科学技术发展远景规划纲要（草案）》时，特别强调要重点发展以导弹、原子能为代表的尖端技术。朝鲜战争结束后的1955年，当时世界导弹火箭权威之一的钱学森从美国返回中国。1956年2月17日，刚从美国回国不满半年的钱学森完成了中华人民共和国国务院总理周恩来交办的任务，起草了《建立我国国防航空工业意见书》，并提交给周恩来。2月22日，周恩来将《意见书》送中国共产党中央委员会主席毛泽东审阅并致信说明：“这是我要钱学森写的意见，准备在今晚谈原子能时一谈。”2月28日，周恩来又将《意见书》批给中共中央军委秘书长、国防部副部长黄克诚及中央军委各委员。《意见书》很快投入实施，实际上成为中国导弹研制工程的指导方案及技术文件。 1956年4月，中共中央成立中华人民共和国航空工业委员会，统一领导中国的航空和火箭事业，聂荣臻元帅任主任，黄克诚大将、赵尔陆上将任副主任。同年5月，又组建国防部导弹管理局和导弹研究院，中国把开发火箭技术纳入国家12年科学技术发展规划。
1956年10月8日，中国第一个导弹研究机构——国防部第五研究院（简称国防部五院，钱学森任院长）正式成立，代号0038部队，后按照专业分工建立了总体设计室、空气动力室、结构强度室、发动机室、推进剂室、控制系统室、控制元件室、无线电室、计算技术室、技术物理室等10个研究室。国防部五院的成立标志着中国有了自己的导弹火箭事业，被认为是中国航天事业的诞生日。1957年11月16日，由部分研究室组成的国防部五院一分院成立，此即中国运载火箭技术研究院的前身
国防部五院成立后，聂荣臻在呈交给中央的报告中指出，中国的导弹研究要采取“自力更生为主，力争外援和利用资本主义国家已有的科学成果”的方针。1957年12月，根据该年10月达成的协议，苏联将两枚P-2导弹经满洲里口岸运抵中国，国防部五院组织了全院人员对两枚导弹进行参观研究，这也是多数中国研究人员首次见到导弹实物，对起步中的中国导弹事业起到了重要的参考作用。随着1958年后续苏联导弹设计资料与专家的陆续抵华，中国加快了仿制苏联导弹的步伐，力求实现在1959年10月之前发射中国的首枚导弹，代号“1059”。但由于基础过于薄弱，该目标最终无法实现，之后计划随之进行了调整，导弹仿制以稳扎稳打的方式继续进行。在仿制进行的同时，中国于1958年初在苏联专家的协助下开始在内蒙古阿拉善盟额济纳旗的巴丹吉林沙漠建设最早的导弹试验基地，即后来的酒泉卫星发射中心的前身。
随着1957年10月4日苏联成功发射世界上第一枚人造地球卫星斯普特尼克1号，人类社会进入太空时代，包括钱学森等人在内的中国科学家意识到了航天技术对于国防事业的重大战略意义。1958年5月，中国科学院党组书记张劲夫向中央建议研制并发射人造卫星，得到了中央领导人的肯定。之后，中国科学院和国防部五院把研制发射人造卫星列为1958年的重点任务，计划在1959年新中国成立10周年之际将第一颗人造卫星发射上天，这个设想被称为“581工程”。但由于技术基础不足及国力过于薄弱，581工程遭遇了很大的困难。1959年，邓小平指示暂缓卫星发射，随后中国科学院调整了计划，将主要研究目标调整为较为基础的探空火箭。

### 1960年代

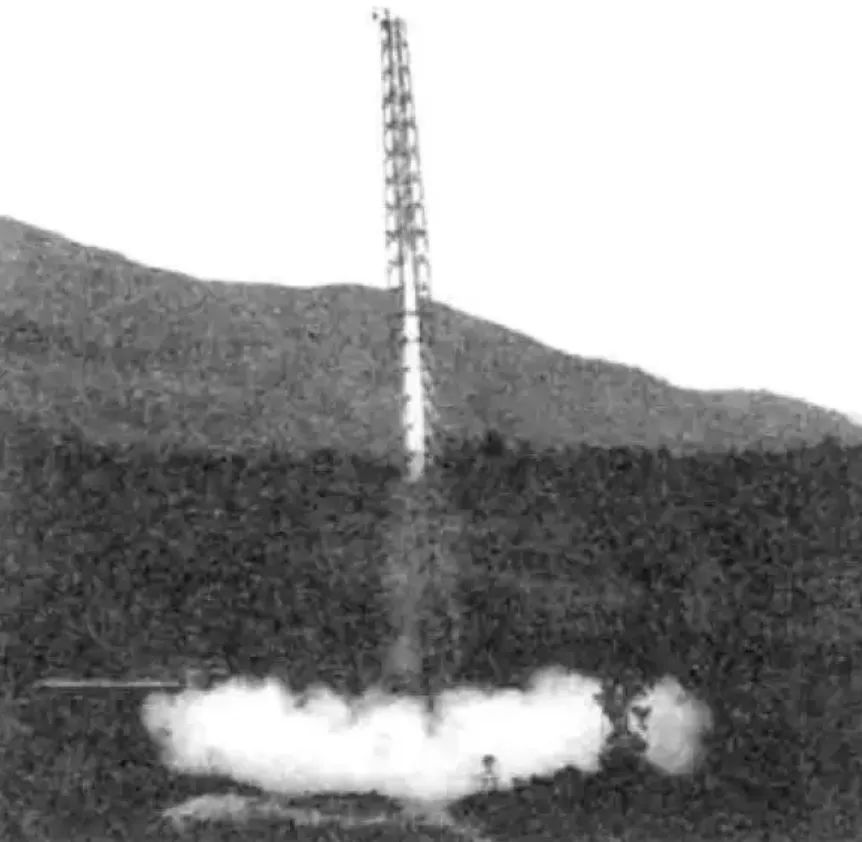
1960年2月19日T-7M探空火箭的首次成功发射

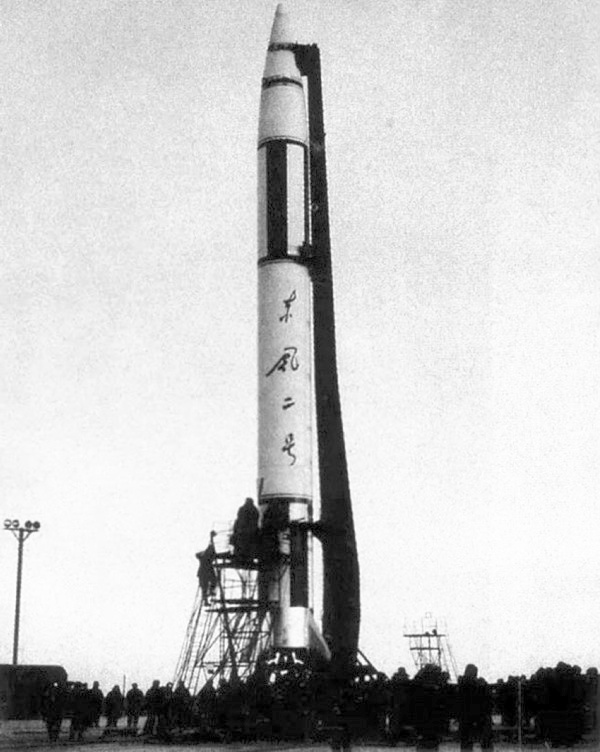
东风二号导弹

1960年2月19日16时47分，在经过了五个月的研制后，中国第一枚自行设计、制造的试验型液体探空火箭T-7M在上海市南汇县老港公社东进大队简易发射场首次发射成功，迈出了中国探空火箭技术的第一步。尽管飞行高度只有8千米，但T-7M是中国一枚真正工程意义上的火箭，让中国的火箭研究人员对火箭的设计、制造和试验技术有了初步认识。
虽然苏联自1957年开始对中国的导弹事业提供了大量帮助，但随着紧接而来的中苏关系恶化的加深，1960年7月16日苏联宣布撤回所有在华专家，中止了包括导弹事业方面在内的所有对华合作。尽管如此，中国的导弹事业依旧在“自力更生”精神的坚持下取得了重大进展。不到两个月后的9月10日，酒泉发射基地第一次由中国发射人员发射了采用国产燃料的苏制P-2导弹。1960年11月5日，全长17.7米、最大直径1.65米、起飞重量20.5吨、采用液氧和酒精作为燃料的“1059导弹”在酒泉发射基地成功发射并命中目标，中国在克服了原材料品种规格不全、生产设备不足、图纸资料不齐、工厂技术力量薄弱的四大困难后仿制P-2并自行生产的第一枚导弹获得成功，该型导弹后被命名为“东风一号”。
在对苏联P-2导弹进行仿制的同时，钱学森领导下的国防部五院就已经开始着手组织研制“东风二号”。1962年3月21日，东风二号导弹首次发射但遭遇失败。在进行了多种改进、历经17项地面试验、105次发动机试验后，1964年6月29日，东风二号的第二次发射试验在酒泉发射场取得圆满成功，标志着中国自此拥有了自行研制导弹的能力。
1963年3月14日，中共中央就“两弹一星”国防工业建设问题做出指示：“两弹为主，导弹第一”。1965年11月，由东风二号改进而来的“东风二号甲”导弹的首次飞行试验获得成功。1966年10月27日上午9时，搭载核弹头的东风二号甲导弹从酒泉发射基地发射升空，经过了9分14秒的飞行后在新疆罗布泊戈壁上爆炸，“两弹结合”试验获得圆满成功。
随着中国导弹技术的逐渐成熟，研制运载火箭发射卫星的计划再次被提上议程。1965年1月，周恩来批示了中国科学院提出的研制卫星的具体方案。1965年8月2日，中央专委召开会议正式批准了《关于发展我国人造卫星工作的规划方案建议》，也就是“651工程”，目标是发射中国的首颗人造卫星，并且在重量、寿命、技术等方面都要比苏联和美国的第一颗卫星先进。
为了更好地进行卫星的研制，1968年2月20日，由钱学森担任首任院长的中国空间技术研究院成立，后成为中国各类航天器研制的核心机构。除此之外，中国在这一时期还进行了载人航天的前期研究。中国科学院生物物理所在1964至1966年间先后将白鼠、果蝇、小狗等生物用T-7A探空火箭送上高空。1968年4月，代号“507研究所”的宇宙医学及工程研究院宣告成立，此机构负责航天员的生命保障、医学监督保障及航天员的选拔训练，是后来的中国航天员科研训练中心的前身，标志着中国载人航天事业的实质性起步。

### 1970年代

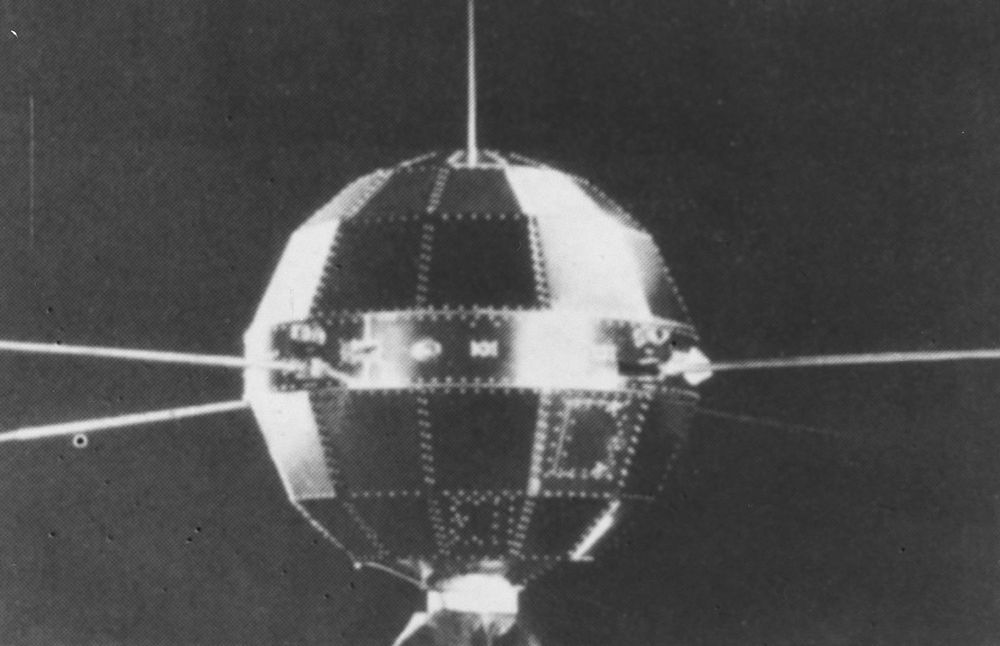
中国首颗人造卫星“东方红一号”

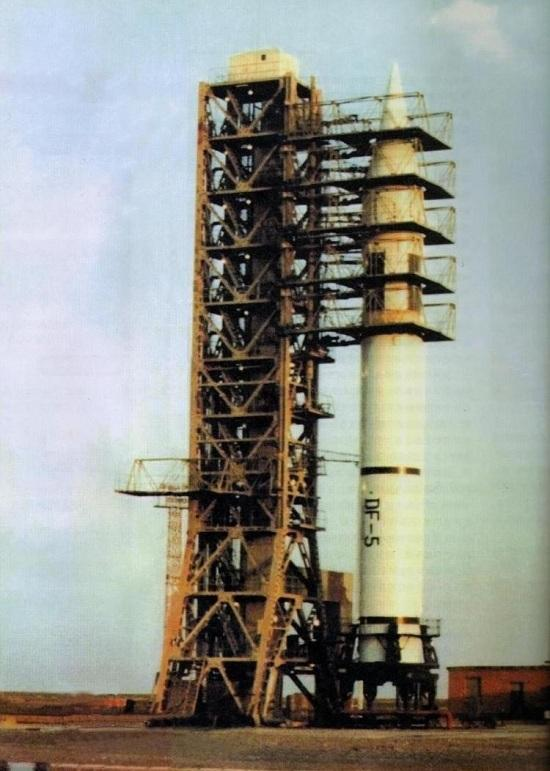
东风五号导弹

尽管受到了文化大革命的冲击，中国的导弹与火箭研制工作依然在压力中前进。在经历一次失败后，1970年1月30日，中国自行研制的“东风四号”中远程导弹飞行试验取得成功，验证了两级火箭的级间连接和分离技术、火箭发动机地面高空模拟试验和高空点火技术、火箭的稳定控制和制导技术，对中国掌握多级火箭技术起到了重要作用。
1970年4月24日，长征一号运载火箭在酒泉卫星发射场将中国第一颗人造地球卫星东方红一号发射升空，卫星随后准确进入预定轨道，使中国成为世界上继苏联、美国、法国、日本之后第五个独立完成卫星发射的国家，并且该卫星的重量（173千克）大于前四国首颗卫星重量之和。作为中国首枚运载火箭，“长征一号”由东风四号衍生而来，为三级结构，前两级推进剂为液体的硝酸和偏二甲肼，第三级为固体推进剂，全长29.46米，最大直径2.25米，起飞质量81.5吨，近地轨道运载能力为300千克。中国的首颗人造卫星东方红一号上安装了一台乐音装置，可自太空播放《东方红》乐曲并被地面接收。卫星在运行了超过设计寿命的28天后因电池耗尽而停止发送信号，但至今仍运行在近地点超过400千米、远地点超过2000千米的轨道上。
在东方红一号成功发射的促进下，中国进行了首次载人航天的尝试。1970年7月14日，毛泽东圈阅了国防科委关于发展载人航天的报告，同意开展载人飞船的研究工作，代号“714工程”，其中载人飞船名为“曙光一号”，19名空军飞行员被秘密选拔出来成为待训航天员的候选人。但由于薄弱的综合国力及载人航天的巨大难度，工程于1971年被下令暂停并最终取消，中国人进入太空的梦想被暂时搁置。
在长征一号研制的同期，为了达成中国的战略核威慑能力，中国自1965年开始了洲际弹道导弹的研制，最终的成果即为“东风五号”。东风五号洲际导弹于1980年5月18日完成首次全射程试验，但在这之前的1971年就进行过低弹道飞行试验，之后其技术就被航天运载火箭所运用，使得相比长征一号更大型的运载火箭的研制成为可能。由当时的上海机电二局（后来的上海航天技术研究院前身）从1969年开始抓总研制、使用偏二甲肼和四氧化二氮作为推进剂的“风暴一号”就是东风五号的衍生产物之一。1973年9月10日，风暴一号运载火箭首飞，但经历了中国的第一次卫星发射失败。在经历了1974年的另一次失败后，1975年7月26日，风暴一号成功发射重达1107千克的长空一号卫星，这是中国第一次成功发射重量达到一吨以上的卫星。风暴一号随后于1981年9月20日成功将“实践二号”系列的一组共三颗空间物理探测卫星发射至预定轨道，这是中国首次实现“一箭三星”的成就，引起了世界的关注。之后，根据国家对火箭研发计划的调整，风暴一号系列的研制不再继续进行，但其技术之后由长征四号系列及长征二号丁火箭继承，并逐渐成为中国太阳同步轨道卫星发射的主力。
除风暴一号之外，从东风五号洲际导弹衍生出的另一型运载火箭为由中国运载火箭技术研究院（时为第七机械工业部第一研究院）抓总研制的“长征二号”。长征二号运载火箭长32.6米，最大直径3.35米，起飞重量190吨，近地轨道运载能力1.8吨，推进剂同样使用偏二甲肼和四氧化二氮。在经历了1974年的一次首飞失败后，1975年11月26日，长征二号在酒泉卫星发射中心成功发射中国首颗返回式卫星“尖兵一号”。卫星在轨道上运行3天，绕地球47圈后成功返回并回收，使中国成为继苏联和美国后世界上第三个掌握卫星返回技术的国家，也是第一个首次发射返回式卫星就在本国国土上成功回收卫星的国家。尖兵一号卫星上的仪器设备的重量总和超过1.5吨，是“东方红一号”的十倍，充分验证了长征二号的运载能力。之后在长征二号基础上改进而来的，近地轨道运力达到2.4吨的长征二号丙运载火箭及其后续改进型号在相当一段时间内承担了中国大部分近地轨道的发射任务，奠定了使用常规液体燃料的传统长征系列运载火箭的基础。

### 1980年代

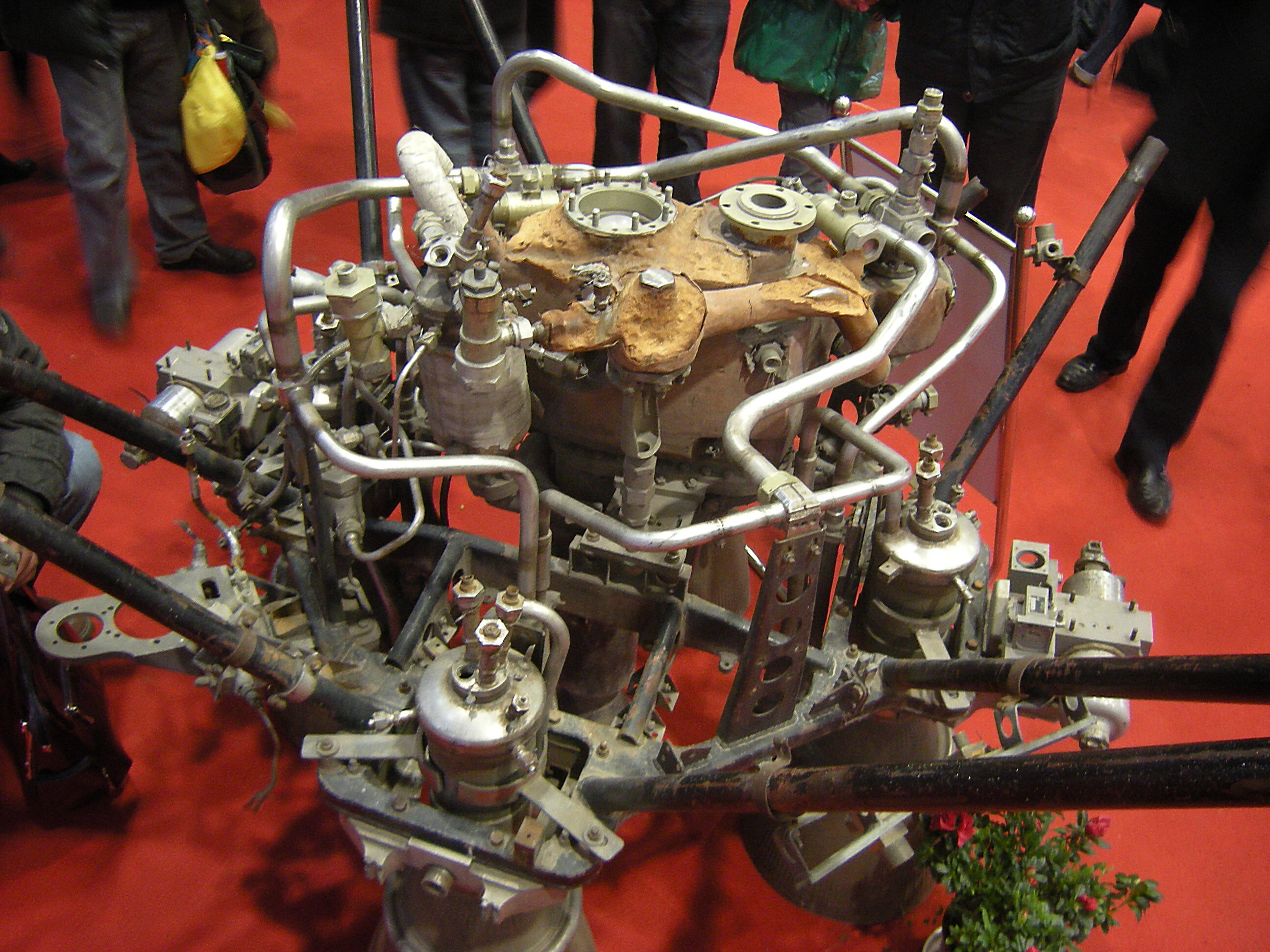
中国于1980年代研究成功的首款低温氢氧发动机YF-73

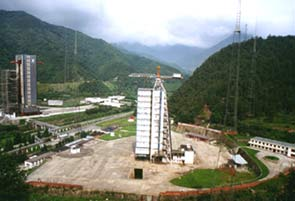
西昌卫星发射中心三号工位

进入20世纪80年代后，中国的航天事业逐渐进入应用化的时代。随着国家的发展，中国对于卫星通信的需求激增，通信卫星的研制与发射成为中国航天事业的下一个重大突破口。卫星通信工程的正式启动始于1975年3月31日中央批准《关于发展中国通信卫星工程的报告》，该工程的代号即为“331工程”，包括通信卫星、运载火箭、测控系统、发射场和通信地球站五大系统。其中通信卫星被命名为“东方红二号”，由著名人造卫星专家孙家栋担任总设计师，于1983年研制成功。发射地点被安排在了于1980年竣工的西昌卫星发射中心，该处纬度较低，可以更方便地将通信卫星发射至运行所需要的地球静止轨道。
在核心的运载火箭方面，发射中国首颗通信卫星的重任交给了当时中国最先进的长征三号运载火箭。长征三号是在长征二号丙的基础上增加第三级而得，其早期探索工作始于“331工程”之前，设计的焦点在于火箭的第三级是采用保守的常规推进剂还是先进的液氢液氧低温推进剂，以及是否开发二次启动功能。尽管常规推进剂及一次启动方案路径较为简单，但曾任中国液体火箭发动机研究所所长的著名导弹及火箭技术专家任新民深刻意识到了氢氧发动机的巨大潜力以及对未来中国航天事业发展的重大促进作用，他在决定性时刻的坚持使得可二次启动的氢氧发动机方案最终被通过。从1976年至1983年，在进行了129次、累计工作时间33500秒的试车后，拥有高空二次启动能力的中国氢氧发动机YF-73完成研制。
1984年1月29日，长征三号在西昌进行了首次发射，目标是将首颗东方红二号试验通信卫星发射至地球同步转移轨道。但第三级的氢氧发动机在第二次点火时发生故障，卫星最终只能进入远地点高度为6480千米的大椭圆轨道，发射未能取得成功。尽管如此，试验人员依然抓住机会，对卫星进行了姿态控制、轨道控制、通信、测控等多种功能试验，验证了卫星方案的正确性。第三级氢氧发动机的故障原因也在短短的70天内被定位，改进措施被应用到了待发射的第二枚同型号火箭上。
1984年4月8日19点20分02秒，长征三号运载火箭再次自西昌卫星发射中心发射，成功把第二颗东方红二号试验通信卫星送入地球同步转移轨道，4月16日卫星成功定点于东经125度赤道上空，5月14日正式交付使用，成为中国第一颗静止轨道同步通信卫星。长征三号与东方红二号卫星的成功发射实现了中国氢氧低温发动机技术的突破，将中国带入了实用卫星的时代，在中国航天史上具有里程碑式的意义。中国也成为世界上第五个独立研制和发射地球静止轨道通信卫星、第三个掌握低温高能推进技术和第二个掌握低温发动机高空二次点火技术的国家。1986年2月1日，长征三号将中国第一颗东方红二号平台的实用通信广播卫星发射入预定轨道，中国从此拥有了独立自主的卫星通信事业，完全依赖于租用外国通信卫星进行电视广播的历史宣告结束。到了20世纪80年代中后期，东方红二号系列通信卫星已经满足了中国总人口83%以上的通信需求。
除通信卫星创造历史外，中国第一颗太阳同步轨道卫星和第一颗传输型遥感卫星风云一号A星于1988年9月7日由长征四号甲运载火箭发射入轨，中国成为世界上第三个拥有极轨气象卫星的国家。虽然作为试验星，风云一号A星只工作了39天就因为失去控制而停止工作，但依然实现了中国气象卫星零的突破。也正是由于这次发射，始建于1967年，中国首座自主设计建设却长期处于保密状态的太原卫星发射中心首次向世界公开，并在之后承担了大量的太阳同步轨道发射任务。该次发射也是长征四号系列火箭的首次飞行，长征四号系列火箭是在风暴一号的基础上增加采用常温推进剂的第三级而来，原设计用于“331工程”，之后被安排用于发射风云一号A星。长征四号甲火箭在1990年完成了风云一号B星的发射以后退役，其后续型号长征四号乙与长征四号丙先后投入使用，完成了大量太阳同步轨道卫星的发射。
在80年代的同期，世界载人航天活动进入了高潮，美国的航天飞机和苏联的空间站先后服役并进行了大量活动，中国于70年代初期被搁置的载人航天计划也逐渐复活。1986年3月3日，王大珩、王淦昌、杨嘉墀、陈芳允四位科学家向中央提出了全面追踪世界高科技的发展和制定中国发展高科技计划的建议和设想。经过时任中共中央顾问委员会主任兼中央军委主席邓小平批示，中华人民共和国国务院批准了《国家高技术研究发展计划纲要》，根据提出的时间将其命名为“863计划”。863计划包含了七大领域，其中航天技术位列第二，研究内容包括载人空间站系统及其应用，新时代的中国载人航天相关工作随之开展并进入前期研究论证阶段。

### 1990年代

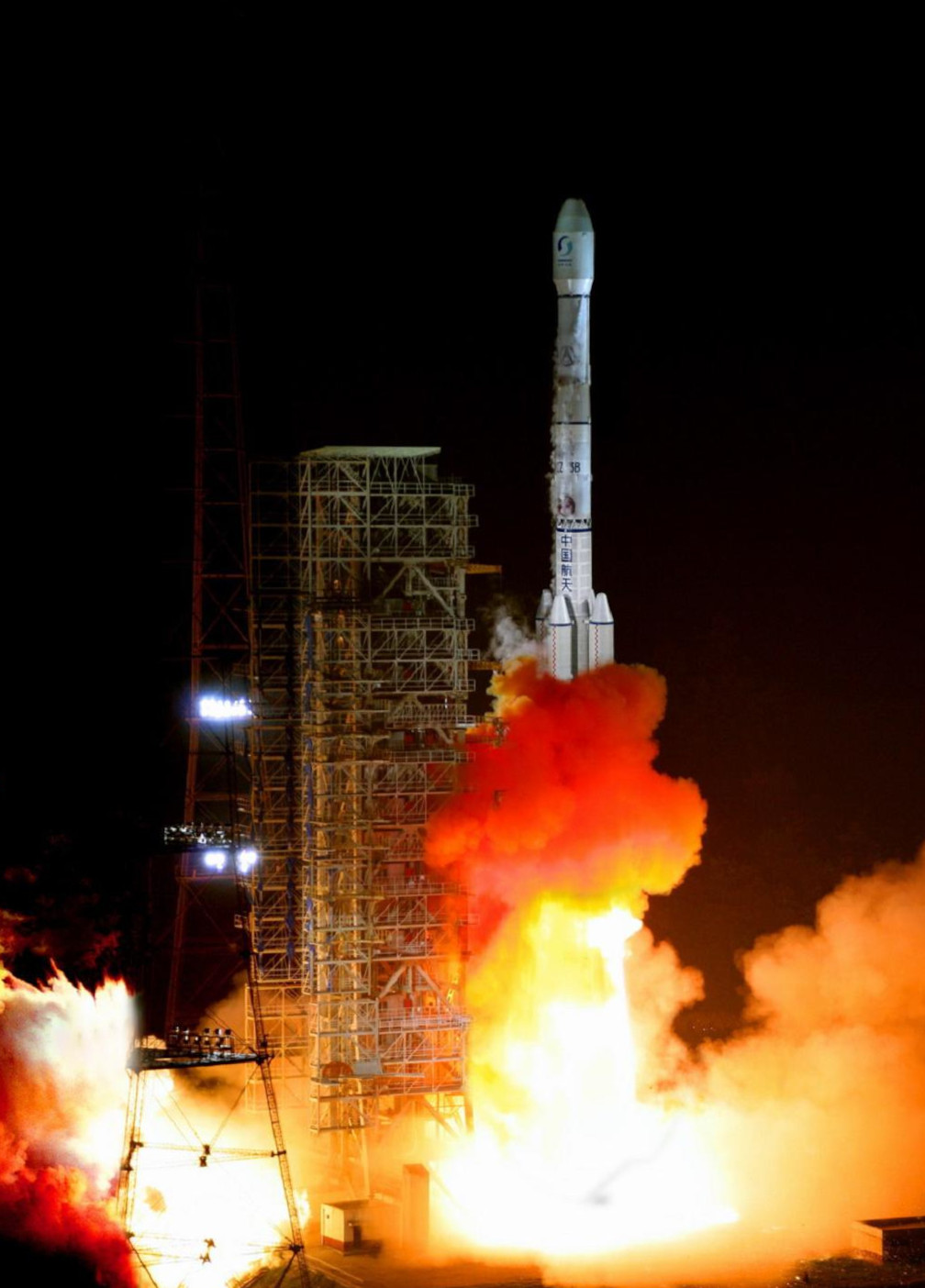
长征三号乙火箭发射

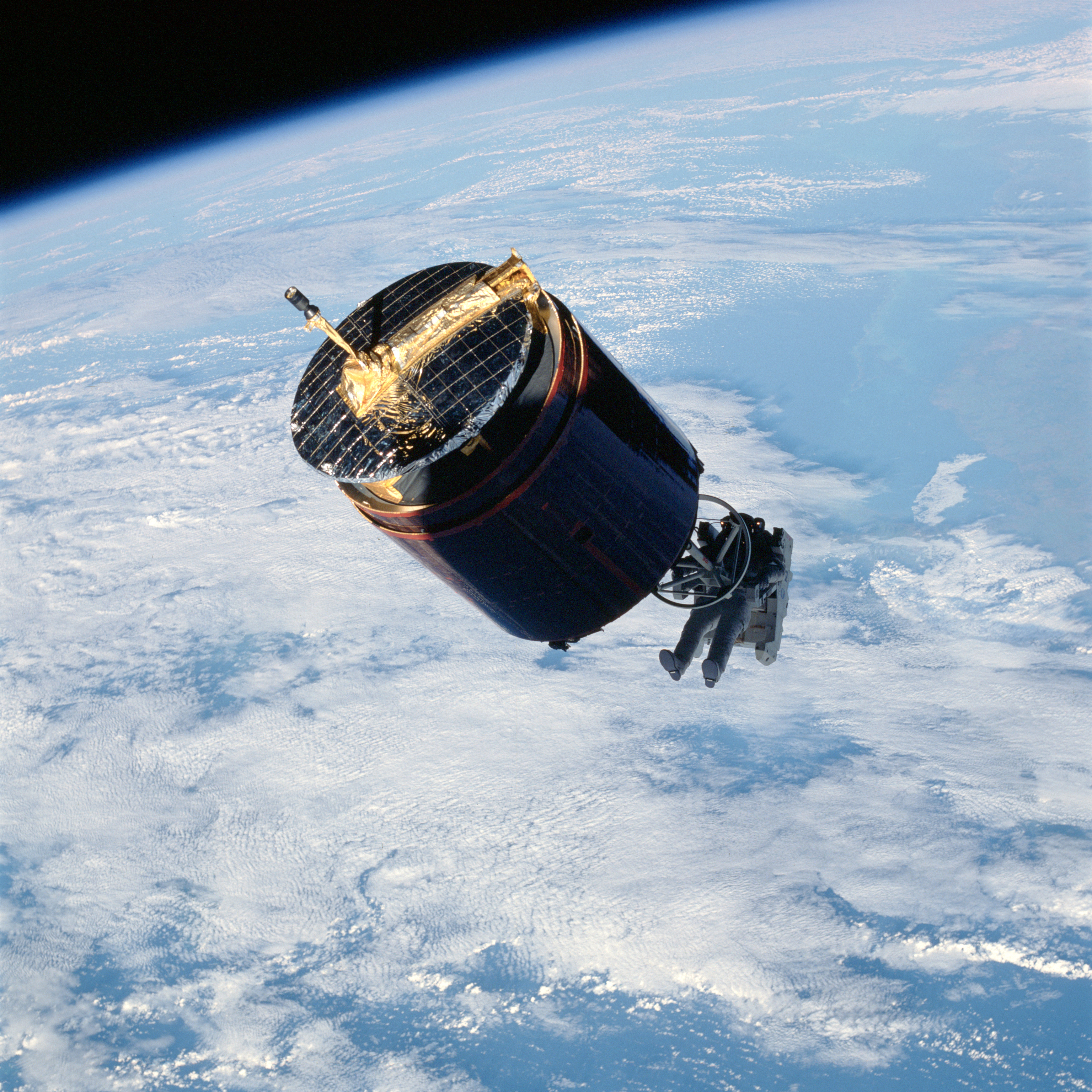
宇航员在STS-51-A任务中回收“西联星-6号”通信卫星，该卫星后来以“亚洲一号”的身份于1990年由长征三号火箭成功发射入轨

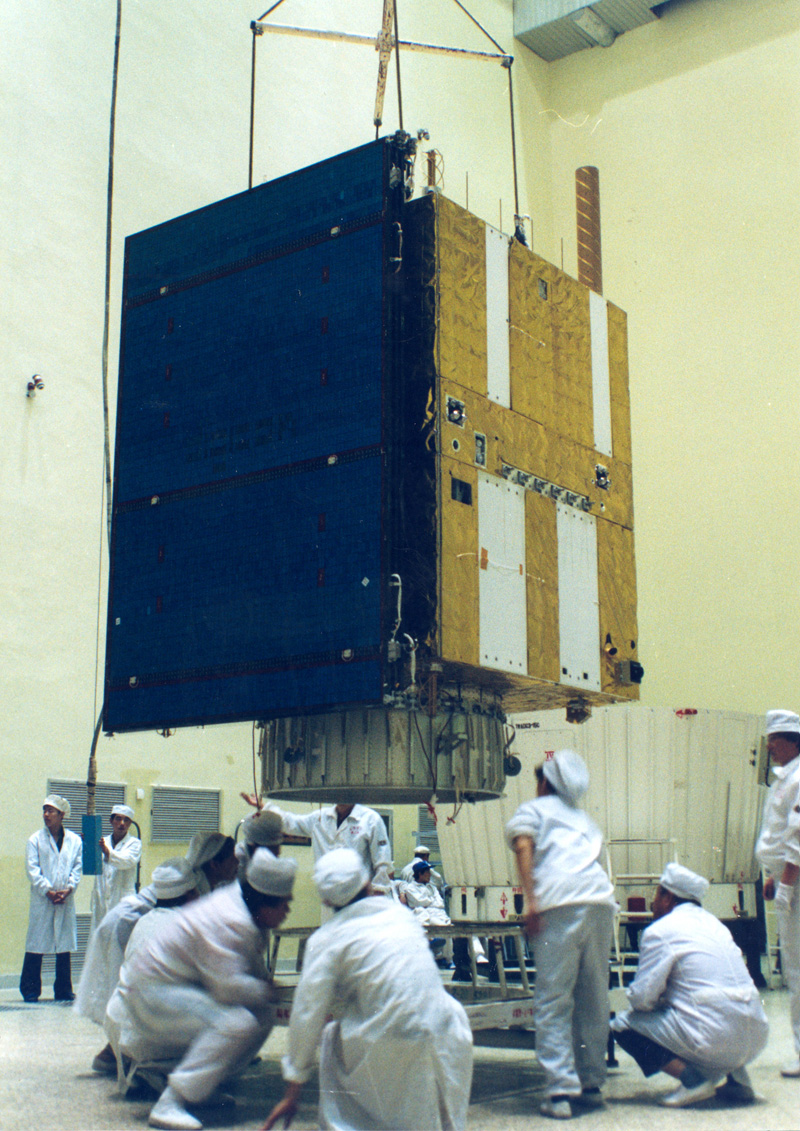
1999年成功发射的中巴地球资源卫星01星

从1990年代初开始，中国航天正式进入了国际商业航天发射时代。在之前的1985年10月，航天工业部向世界宣布长征系列运载火箭将面向国际用户从事商业发射活动，之后西方国家短时间内的数次航天发射失败事件为寻求进入国际市场的中国航天带来了机会。1989年1月，中国长城工业总公司与香港的亚洲卫星通信公司签订合同，使用长征三号运载火箭发射由美国休斯公司制造的“亚洲一号”通信卫星。
1990年4月7日，长征三号在西昌卫星发射中心发射，将“亚洲一号”成功送入预定的地球同步转移轨道，且卫星入轨精度超过了休斯公司以往的任何一次发射，圆满完成了中国首个对外商用通信卫星发射合同，中国商业航天发射取得“开门红”。
尽管首次商业发射获得了成功，但长征三号1.5吨的地球同步转移轨道运力依然不足以承担当时2.5吨以上的国际新一代通信卫星的发射任务，发射这类卫星的重担落到了中国首个捆绑式火箭、外号“长二捆”的长征二号捆绑式运载火箭肩上。长二捆的地球同步转移轨道运力达到3吨，其研制始于1988年中国长城工业公司与美国休斯公司签订的发射澳大利亚奥赛特公司通信卫星（简称“澳星”）的合同，当时长二捆无论是火箭还是塔架都仅存在于设计图纸之上。尽管如此，中国航天人仅用了18个月就完成了长二捆的设计、生产与施工，创造了航天史上的一个奇迹。1990年7月16日，长二捆搭载澳星模拟星首飞成功，中国首次突破了助推器捆绑、推进剂利用系统、大型发射台等关键技术，为澳星的正式发射铺平了道路，长二捆也成为了20世纪90年代初期中国航天的明星级产品。
但是天有不测风云，1992年3月22日，长二捆在西昌卫星发射中心发射首颗澳星正式卫星的时候出现故障，火箭在点火后未能起飞，发射中止，且画面通过直播传遍了全世界。事后的调查表明，故障的原因是少量多余铝屑引发点火控制电路短路，导致一、二级助推器发动机氧化剂副系统断流阀门电爆管误爆，最终引发所有发动机紧急关机。尽管短暂的点火产生的巨大振动导致长二捆火箭在塔架上沿顺时针方向转动了1.5度，但火箭最终没有倒下，经过现场人员长达39小时的奋力抢救，卫星、火箭、发射台均被安全保留。近五个月后，1992年8月14日，长二捆再次发射澳星获得圆满成功，中国的商业发射度过了惊险的一关。
在接下来的三年多时间里，长二捆又执行了五次发射，其中三次成功，两次失败（经中美双方调查判定与火箭质量无关键联系）。与此同时，地球同步转移轨道运力达到2.6吨的长征三号甲也于1994年完成首飞投入使用。然而，1996年2月15日，长征三号甲的后续型号长征三号乙运载火箭在西昌卫星发射中心首飞发射“国际通信卫星708星”时，火箭起飞两秒后迅速倾斜，22秒后撞击在附近山坡，最终导致星箭俱毁及6人死亡、57人受伤，成为中国航天史上最严重的事故。该事故故障原因最终被确定为火箭控制系统惯性基准元件的工艺质量缺陷导致的火箭姿态判断输出异常。尽管同年7月3日长征三号火箭成功发射了香港的“亚太IA”通信卫星，但两个月后的8月18日，长征三号在发射“中星七号”通信卫星时，因为三级发动机二次点火故障而再度导致发射失败。
约半年时间内的两次发射失败对长征火箭的国际信誉造成了沉重打击，许多已签订的合同被用户提前终止，国际保险公司要么拒绝为长征火箭发射承保，要么大幅提高保费。在这种艰难的局面下，中国航天行业启动了全方位严肃认真的质量整顿与改革工作。1997年初，《中国航天工业总公司强化科研生产管理的若干意见》（简称“72条”）、《强化型号质量管理的若干要求》（简称“28条”）相继出台，独立的质量监督代表系统被建立。此外质量管理部门还总结出了在技术和管理方面解决质量问题（即“归零”）的五条标准，合称“双归零”。在严格的质量管理体系下，中国航天的发射成功率得到了立竿见影的提高。从1996年10月20日至2011年8月6日的近15年间，中国长征系列运载火箭实现连续102次发射成功。1997年8月20日，长征三号乙火箭自西昌卫星发射中心成功发射，将美国美国劳拉空间系统公司制造的，重3770千克的菲律宾“马部海”通信卫星送入预定轨道。长征三号乙的成功复飞标志着中国从此拥有了5吨的地球同步转移轨道运载能力，足以发射国际市场上的多种重型卫星，极大地增强了中国在国际商业发射服务市场上的竞争力。长征三号乙运载火箭从此成为了中国中高轨道航天发射的绝对主力，并占据中国火箭运力之最的宝座近二十年。
在长征系列火箭力图重新夺回国际商业发射市场失地的时候，来自美国的政治阴云却开始笼罩在中国航天的上空。1998年，美国方面指控休斯公司和劳拉公司在参与长征火箭发射失败故障调查的过程中输出了有助于中国改进洲际导弹的技术，之后发表的《考克斯报告》进一步宣称中国“窃取美国军事技术”。1999年，美国政府将商业卫星的出口纳入到《国际武器贸易条例》（“ITAR”）中，禁止用中国火箭发射由美国制造或者包含美国制造部件的卫星。至此，中美之间的商业发射合作宣告中断，1999年6月12日由长征二号丙火箭发射的两颗“铱星”成为了最后一批由中国火箭发射的美国载荷。并且，由于美国的严苛限制以及其在世界卫星行业的垄断性地位，长征火箭事实上被排除在了国际主流商业发射市场之外，商业发射活动在数年时间内趋于停滞。
除了商业发射外，这一时期中国也在其它方面进行了对外合作，其中最重要的是和巴西进行的地球资源卫星的开发，在1988年两国签署《中华人民共和国政府和巴西联邦共和国政府关于核准研制地球资源卫星的议定书》后，中巴两国共同研制的中巴地球资源卫星01星于1999年10月14日成功发射升空，成为中国首颗传输型遥感卫星，被誉为南南合作的典范，双方在此项目上的后续合作也一直延续至2020年代。

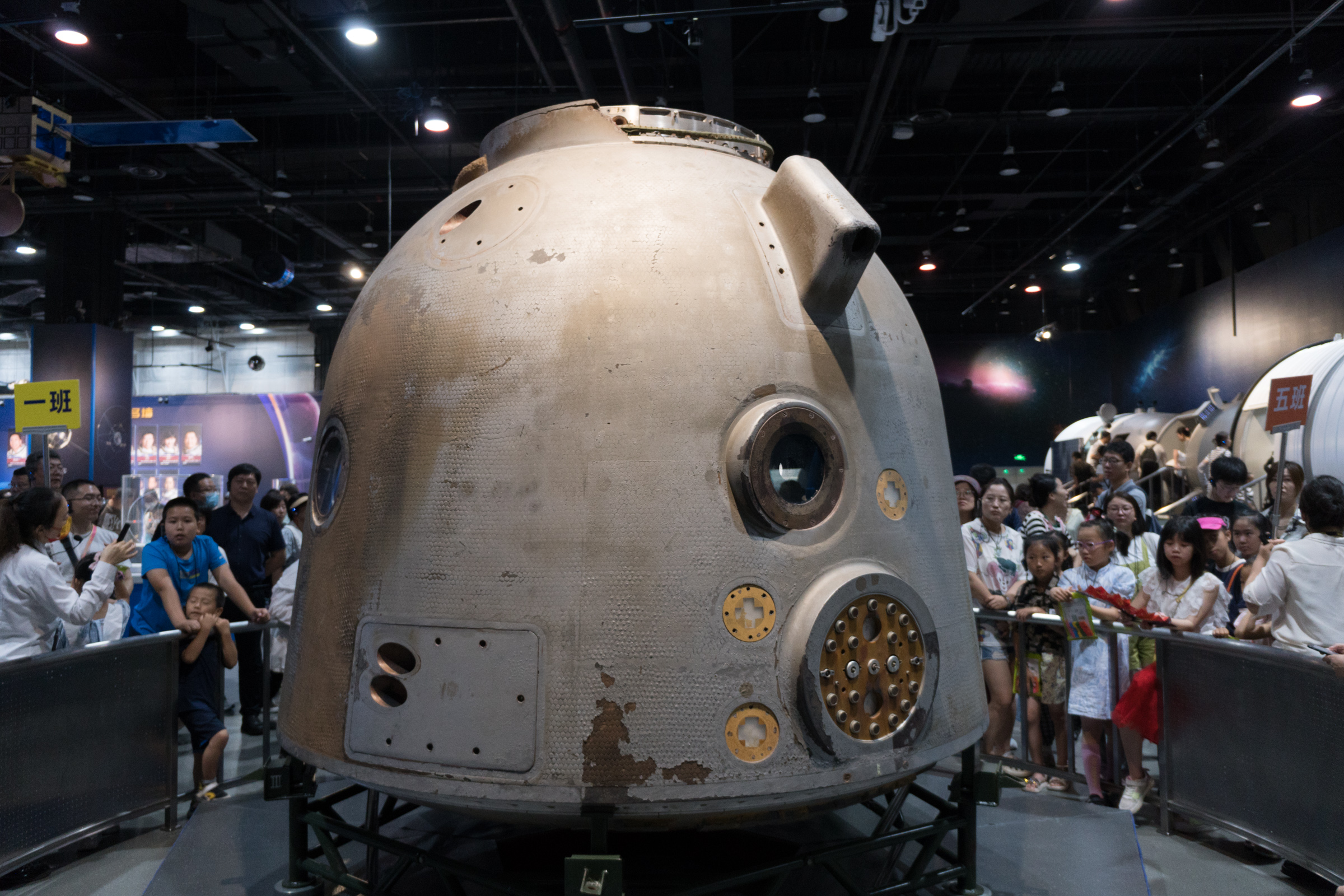
神舟一号试验飞船返回舱

尽管商业发射活动在经历了极大的波折后陷于低潮，但中国航天依然在这个十年临近结束之际取得了重大突破。1999年11月20日06时30分，中国第一艘试验载人飞船“神舟一号”搭乘长征二号F运载火箭在酒泉卫星发射中心升空。飞行约10分钟后，飞船与运载火箭成功分离，准确进入预定轨道。飞船按预定程序在轨运行14圈后开始执行返回程序，返回舱于11月21日凌晨03时41分顺利降落在内蒙古苏尼特右旗赛汉塔拉主着陆场，中国首次试验飞船任务取得圆满成功。这次任务的成功使得自1992年起秘密进行的中国载人航天工程被正式公诸于世。中国载人航天工程于1992年9月21日正式立项，代号“921”。工程的目标用“三步走” 来描述，可分别概括为实现天地往返、突破关键技术与实现短期驻留、建造空间站。工程的实施带动了一大批先进项目的研制与建设，如三舱结构的神舟载人飞船、基于长二捆的“长二F”载人火箭、酒泉载人航天发射场、北京航天飞行控制中心、中国航天员科研训练中心等，十四名预备航天员也被选拔出来组成了中国人民解放军航天员大队接受载人飞行训练。随着神舟一号任务的完成与公开，中国在21世纪即将来临之时正式公开向美俄近四十年来在载人航天领域的垄断地位发起了挑战。

### 2000年代

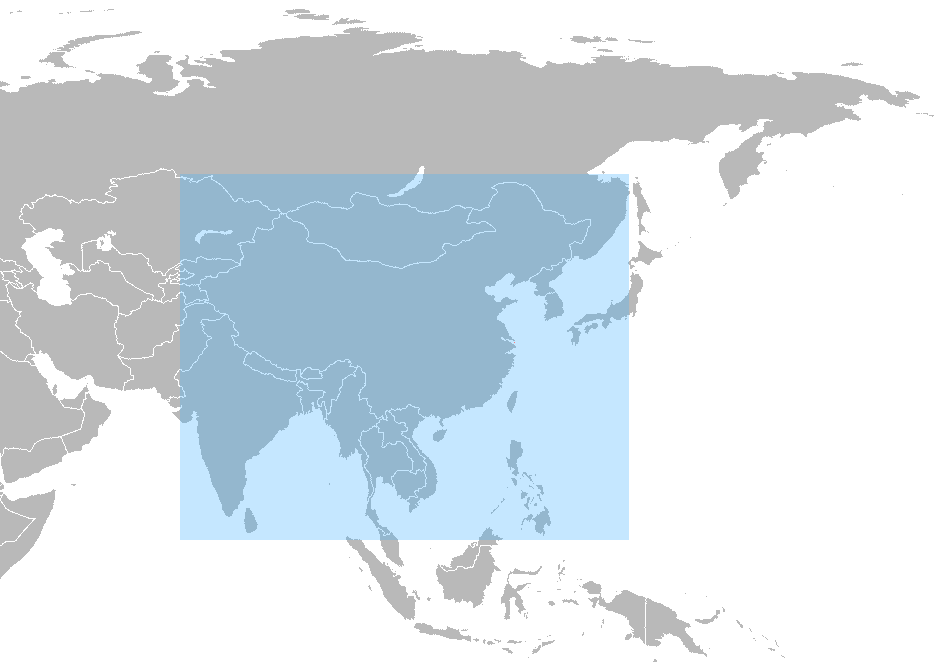
北斗一号卫星导航试验系统的覆盖范围

2000年后，中国经济进入了高速增长的时期，国家综合实力的迅速壮大使得航天活动也日益活跃。2000年11月，中国政府首次发布关于中国航天发展政策的白皮书《中国的航天》，将其后十年左右的发展目标定为：
- 建立长期稳定运行的卫星对地观测体系。
- 建立自主经营的卫星广播通信系统。
- 建立自主的卫星导航定位系统。
- 全面提高中国运载火箭的整体水平和能力。
- 实现载人航天飞行，建立初步配套的载人航天工程研制试验体系。
- 建立协调配套的全国卫星遥感应用体系。
- 发展空间科学，开展深空探测。

白皮书中提到的自主卫星导航定位系统即北斗卫星导航系统。早在1983年，后来的863计划倡导者之一的陈芳允院士就提出过用“双星定位”的方式建设初级的卫星导航系统。之后曾任“东方红一号”设计师的中国著名卫星专家孙家栋提出了“三步走”的发展战略以建设中国自己的卫星导航系统，服务范围依次从中国扩展至亚太再至全球。2000年10月和12月，中国先后发射两颗北斗导航试验卫星，建立了“第一步”的北斗一号卫星导航试验系统为中国及周边区域提供定位、授时、广域差分服务，并拥有双向短报文通信功能，以初步探索的形式实现了中国卫星导航的从无到有。2007年与2009年，中国接连发射两颗北斗二号导航卫星，成功竞争占得国际电信联盟授予的卫星导航所需的频率，开始实现“第二步”，即构建中高轨混合星座架构的实用卫星导航系统以服务亚太地区。

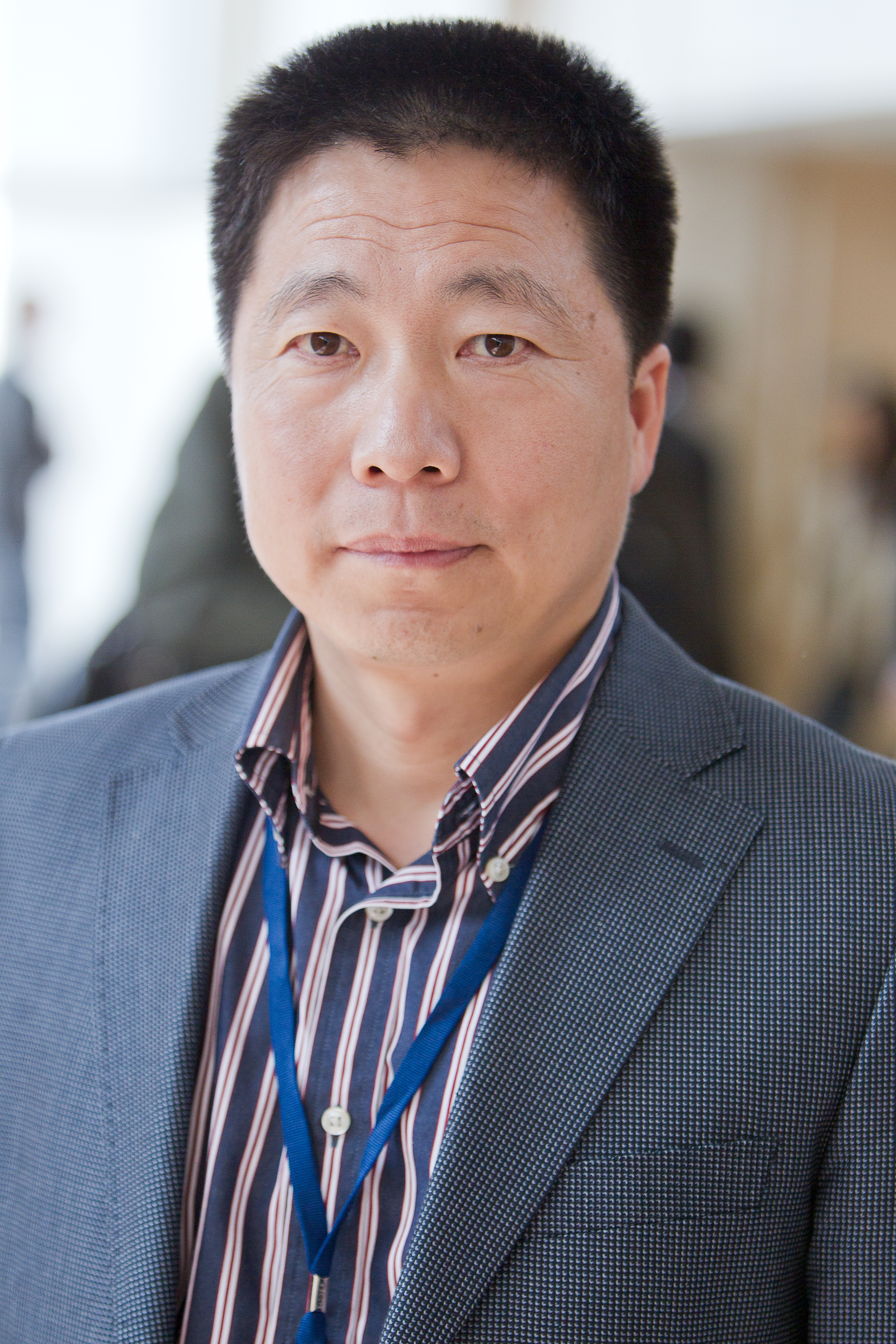
中国首位进入太空的航天员杨利伟

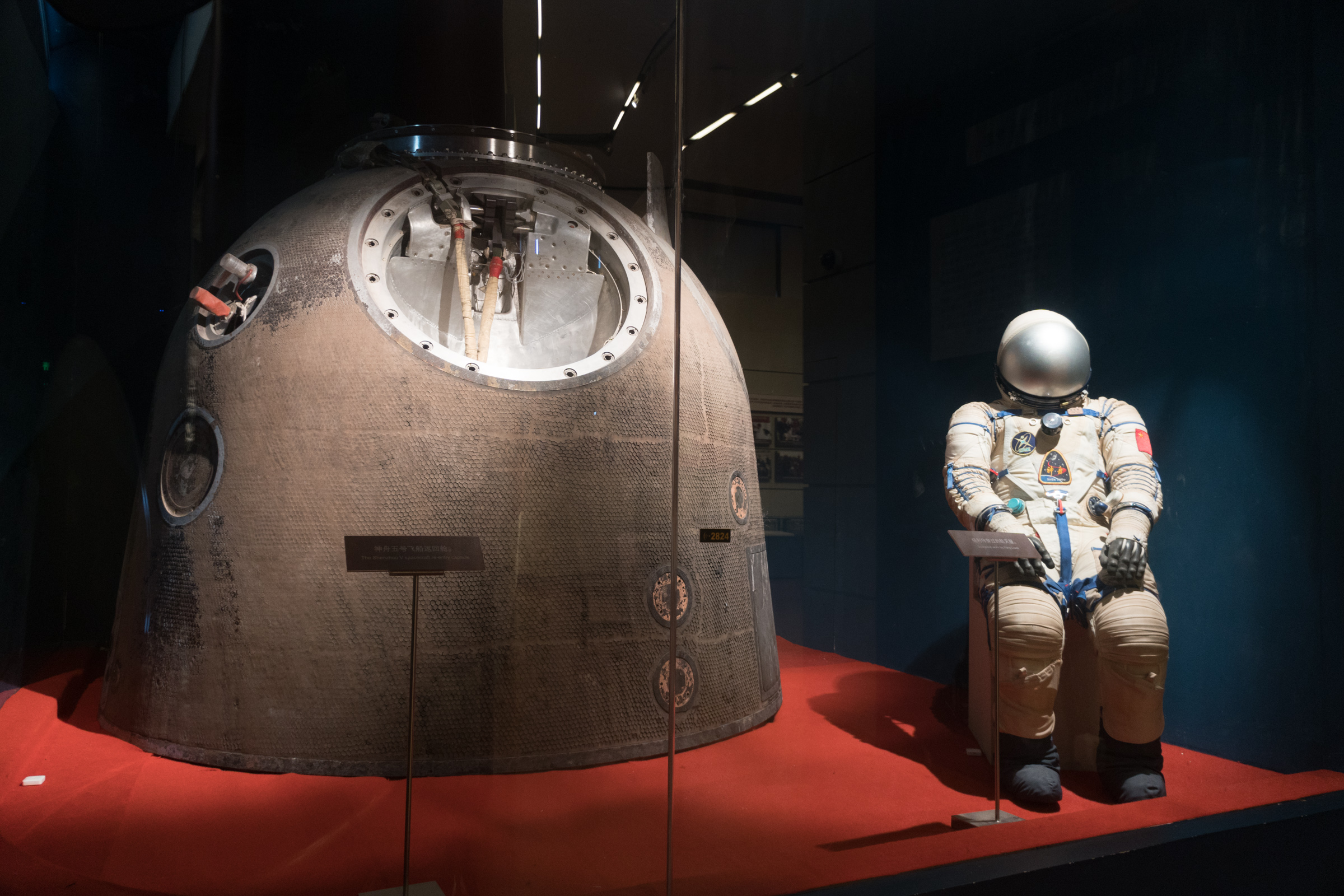
收藏于中国国家博物馆内的神舟五号返回舱与杨利伟所使用的航天服

白皮书中的另一个重点目标是“实现载人航天飞行”。中国的载人航天在进入21世纪后也继续了良好的发展势头，从2001年1月到2003年1月，中国载人航天工程在两年的时间里实施了三次不载人的神舟飞船飞行任务，完成了从发射到运行到返回的全过程，验证了载人航天所有系统的正确性与稳定性。其中2002年12月30日发射的“神舟四号”是神舟飞船正样的最后一次不载人演练，在飞行6天18小时、绕地球108圈后于2003年1月5日安全着陆，圆满完成了技术要求最高、参试系统最全、难度最大的一次无人飞行试验，为中国实施首次载人航天飞行任务扫清了障碍，中国人“飞天”梦想的实现进入倒数阶段。
北京时间2003年10月15日09时00分，长征二号F遥五运载火箭在酒泉卫星发射中心载人航天发射场将搭载着航天员杨利伟的“神舟五号”发射升空。9时10分左右，飞船进入预定轨道，杨利伟成为首位进入太空的中国人。16日5时35分，北京航天指挥控制中心成功向正在太空运行的神舟五号发送返回指令，飞船开始返回。10月16日6时23分，神舟五号在内蒙古主着陆场成功着陆，航天员杨利伟在飞行21小时23分、绕地球14圈后安全出舱，中国首次载人航天飞行获得圆满成功。杨利伟的首次飞天引起了全球的关注，多国航天机构向中国表示祝贺与肯定，时任联合国秘书长科菲·安南也于10月15日和16日先后两次发表声明对神舟五号的成功表示热烈祝贺。神舟五号任务的圆满成功标志着中国正式成为继前苏联/俄罗斯和美国之后第三个独立掌握载人航天能力的国家，是中国航天史上的一个重大里程碑，也预示着科技实力不断上升的中国开始改变21世纪世界航天的格局。

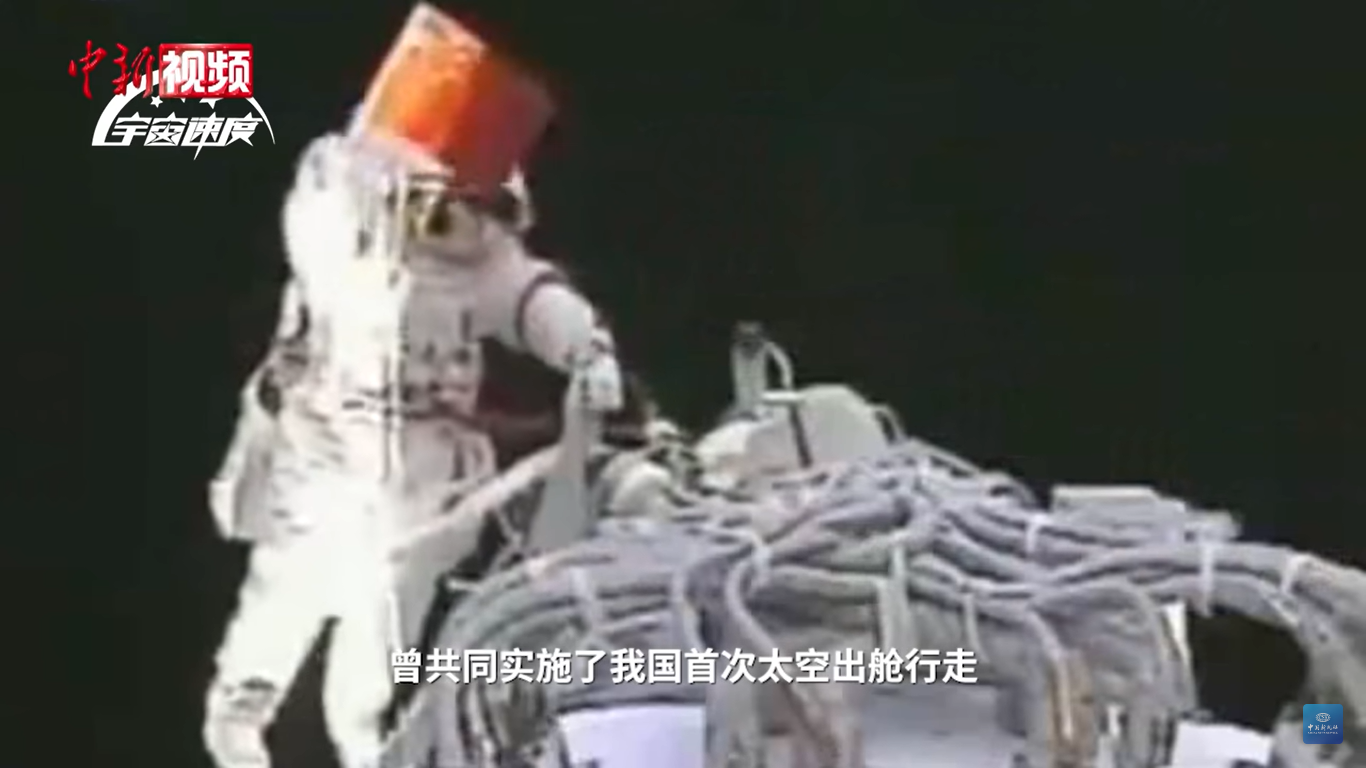
2008年翟志刚在神舟七号任务中完成了中国人的首次太空行走

在完成历史性的首次载人航天飞行任务后，中国载人航天工程并没有从此停下脚步。2005年10月12日至17日间，神舟六号飞船搭载费俊龙、聂海胜两名航天员顺利完成了中国首次多人多天的载人航天任务，全面验证了神舟载人飞船的性能。2008年9月25日至28日间，神舟七号任务成功执行，航天员翟志刚、刘伯明和景海鹏进入太空并安全返回。其中在9月27日下午34分至17时00分间，翟志刚身着中国研制的“飞天”舱外航天服，与身着俄罗斯“海鹰”舱外航天服的刘伯明互相配合，成功实施了中国首次空间出舱活动，即“太空行走”。神舟七号任务的成功表明中国载人航天工程进展顺利，已经进入“第二步”的关键技术突破阶段，更多意义更重大、技术难度更高的任务将在下一个十年间实施。
在载人航天取得初步成功之后，中国航天很快将探索的脚步踏进了另一个具有重大意义的领域——深空探测。对于深空探测，最佳的起步目标就是离地球最近的自然天体——月球，《中国的航天》白皮书中就提到要在2000年代“开展以月球探测为主的深空探测的预先研究”。事实上，和许多其它航天项目一样，中国月球探测的前期研究开始的时间远早于政府公开之日。早在1994年，中国科学家就进行了月球探测的必要性与可行性研究。而在经过了多年更深入的研究与论证后，中国的月球探测工程于首次载人航天飞行成功后的第二年也就是2004年的1月正式获批。立项后的中国探月工程又被命名为“嫦娥工程”，整体被划分为“探月”、“登月”、“驻月”三个阶段，简称“探、登、驻”。而其中首先实施的探月阶段又分为三步，全部由无人探测器完成，分别进行月球的环绕探测、软着陆与巡视、采样返回，简称“绕、落、回”。

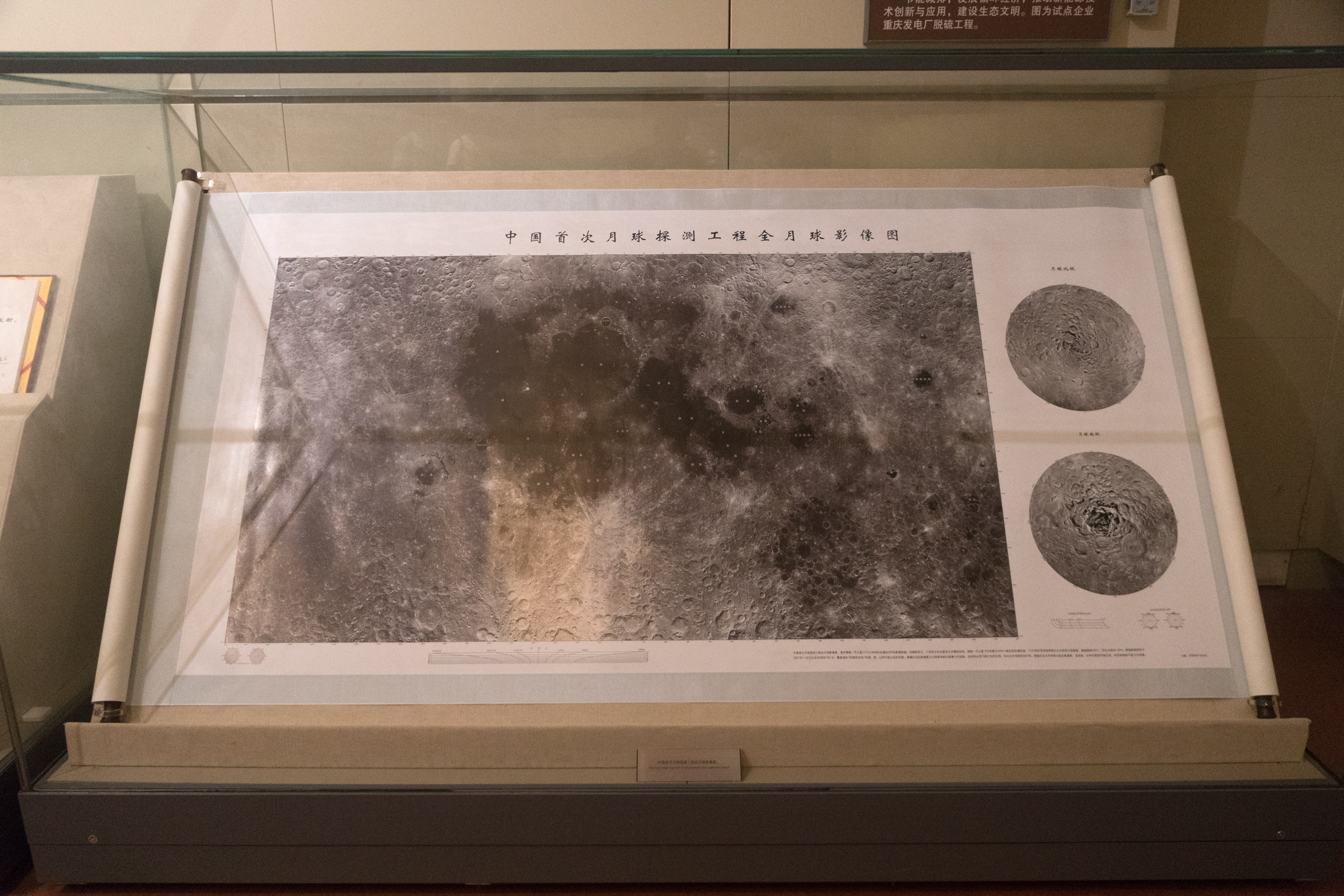
嫦娥一号所获取的全月球影像图

北京时间2007年10月24日18时05分，中国的首个月球探测器“嫦娥一号”从西昌卫星发射中心由长征三号甲运载火箭成功发射，目标是对月球进行全球性、整体性与综合性探测。在经过了13天14小时200万公里的行程后，嫦娥一号成功进入月球轨道，成为中国第一颗人造月球卫星。11月26日，嫦娥一号向地球传回第一幅月面图片和月球三维图像。2008年11月7日，设计工作寿命一年的嫦娥一号成功在轨运行一周年，实现了工程提出的“精确变轨，成功绕月，有效探测，寿命一年”的预定目标。2009年3月1日，超期服役的嫦娥一号探测器在地面的指挥下受控撞击在月球，嫦娥一号作为中国的首次深空探测任务以圆满方式结束，被视为是中国航天继人造地球卫星、载人航天飞行后的第三座里程碑，中国从此进入世界深空探测俱乐部。
尽管自1999年以来遭受了美国的严厉打压，中国的商业发射行业在21世纪的头十年依然取得了一定的进展。2005年4月12日，中国使用长征三号乙运载火箭成功将法国阿尔卡特公司制造的“亚太六号”通信卫星送入超地球同步转移轨道，以采用欧洲设计规避美国限制的方式迎来了沉寂六年后的首次商业发射成功。2007年5月14日，中国再次使用长征三号乙运载火箭将尼日利亚通信卫星一号送入太空，该卫星由中国空间技术研究院研制，使用中国第三代通信广播卫星平台“东方红四号”，这是中国首次以整星出口，即以火箭、卫星及在轨交付的方式进行商业发射，标志中国拥有了为世界提供全产业链卫星服务的能力。

### 2010年代

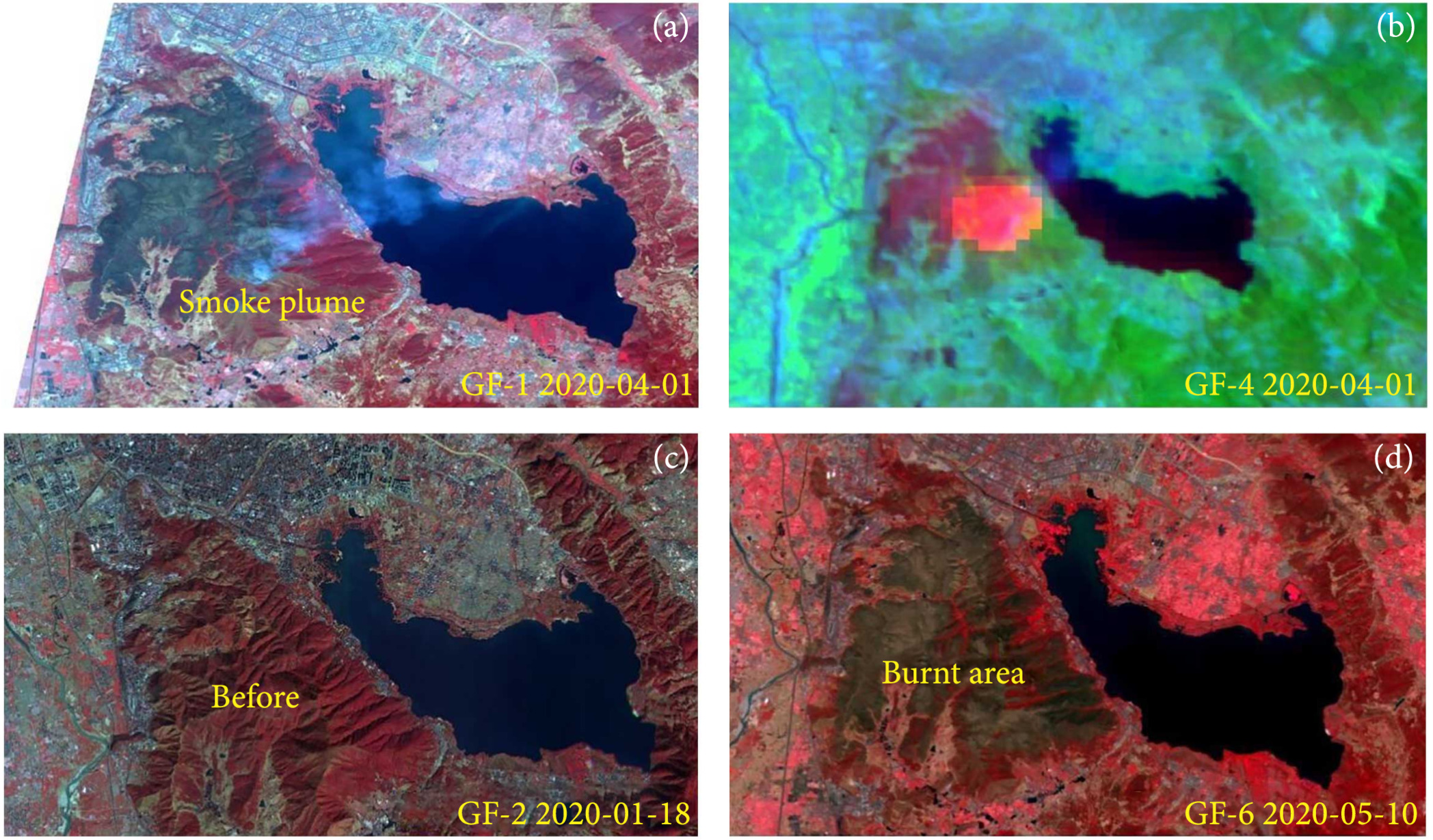
高分卫星所获取的遥感影像

从2000年到2010年，中华人民共和国的国内生产总值增长了三倍。随着国民经济的高速发展，中国对高分辨率、高精度对地观测系统的需求与日俱增。为了结束对于航空遥感和国外高分辨率卫星系统获取高分辨率遥感数据的依赖，中国在2010年5月12日正式启动了“高分辨率对地观测系统”重大专项，简称“高分专项”。高分专项的目的是建成中国高空间分辨率、高时间分辨率、高光谱分辨率的对地观测系统，并在2020年拥有具有时空协调、全天时、全天候、全球范围的观测能力，被视为建立中国战略性空间基础设施的重大工程。2013年4月26日，高分专项的首颗卫星“高分一号”由长征二号丁运载火箭发射升空并送入预定轨道。在其后的数年间，多颗高分卫星被发射入轨，遥感方式涵盖可见光、多光谱、红外、高光谱、微波等。2020年，随着“高分七号”卫星的正式投入使用，高分专项目标打造的天基对地观测能力初步形成。
北斗卫星导航系统在2007年发射首颗北斗二号卫星后迎来了突飞猛进式的发展，仅2010年就发射了五颗北斗二号导航卫星。2012年底，由14颗卫星组成，可向亚太大部分地区提供定位导航授时服务的北斗二号系统构建完成。从2017年11月开始，更为先进的北斗三号系统开始建设，仅用了不到三年时间就发射了24颗地球中圆轨道卫星，3颗倾斜地球同步轨道卫星和3颗地球静止轨道卫星，刷新了全球卫星导航系统组网速度的世界纪录。2020年7月31日，中国共产党中央委员会总书记习近平出席北斗三号全球卫星导航系统建成暨开通仪式，正式宣布北斗三号全球卫星导航系统正式开通。完成后的北斗三号全球卫星导航系统具备导航定位和通信数传两大功能，可提供定位导航授时、全球短报文通信、区域短报文通信、国际搜救、星基增强、地基增强、精密单点定位共七类服务且性能指标先进，全球范围定位精度优于10米、测速精度优于0.2米/秒、授时精度优于20纳秒、全球服务可用性优于99%，已成为联合国卫星导航委员会认定的全球卫星导航系统四大核心供应商之一。

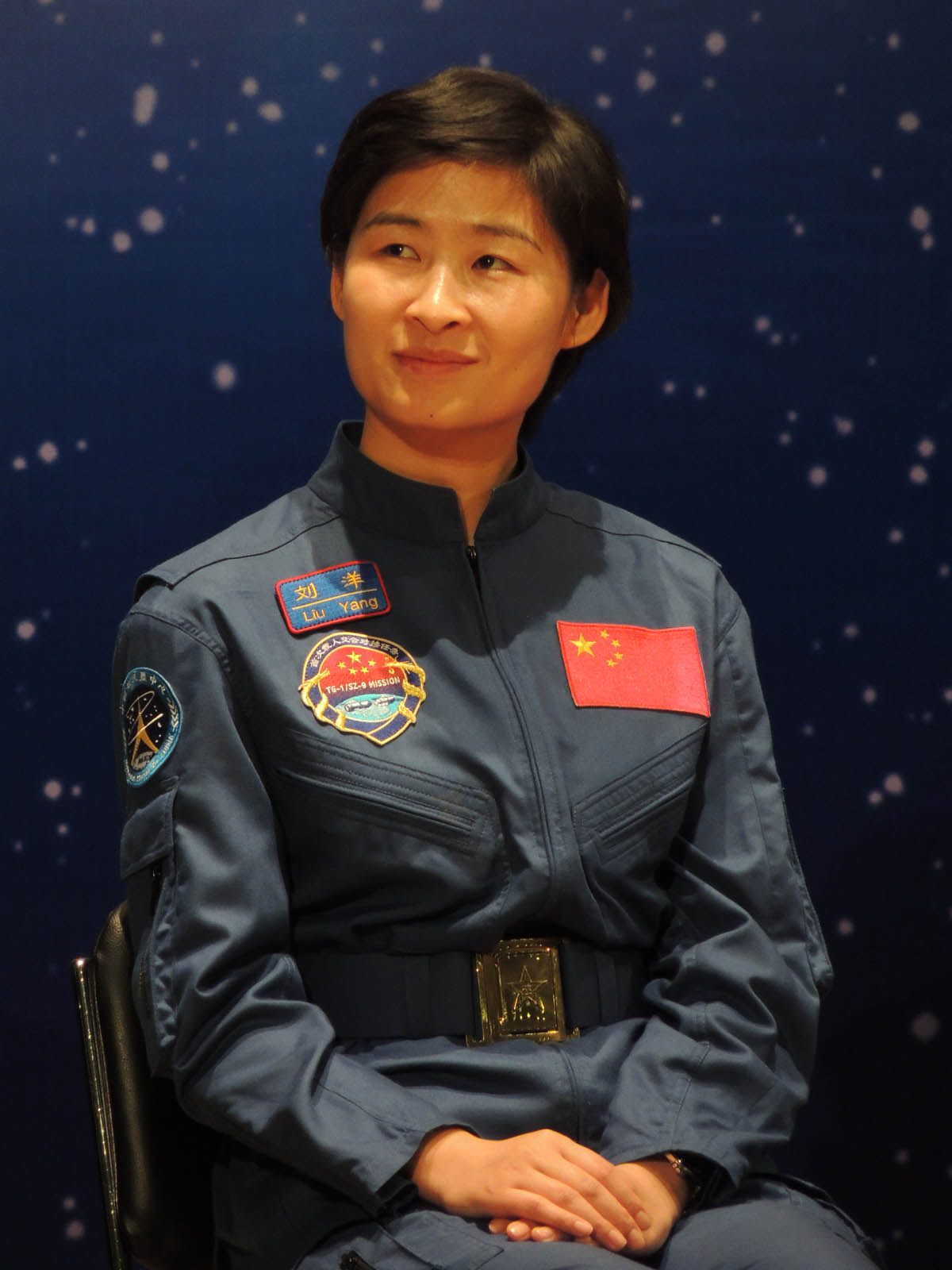
刘洋于2012年成为中国首位进入太空的女航天员

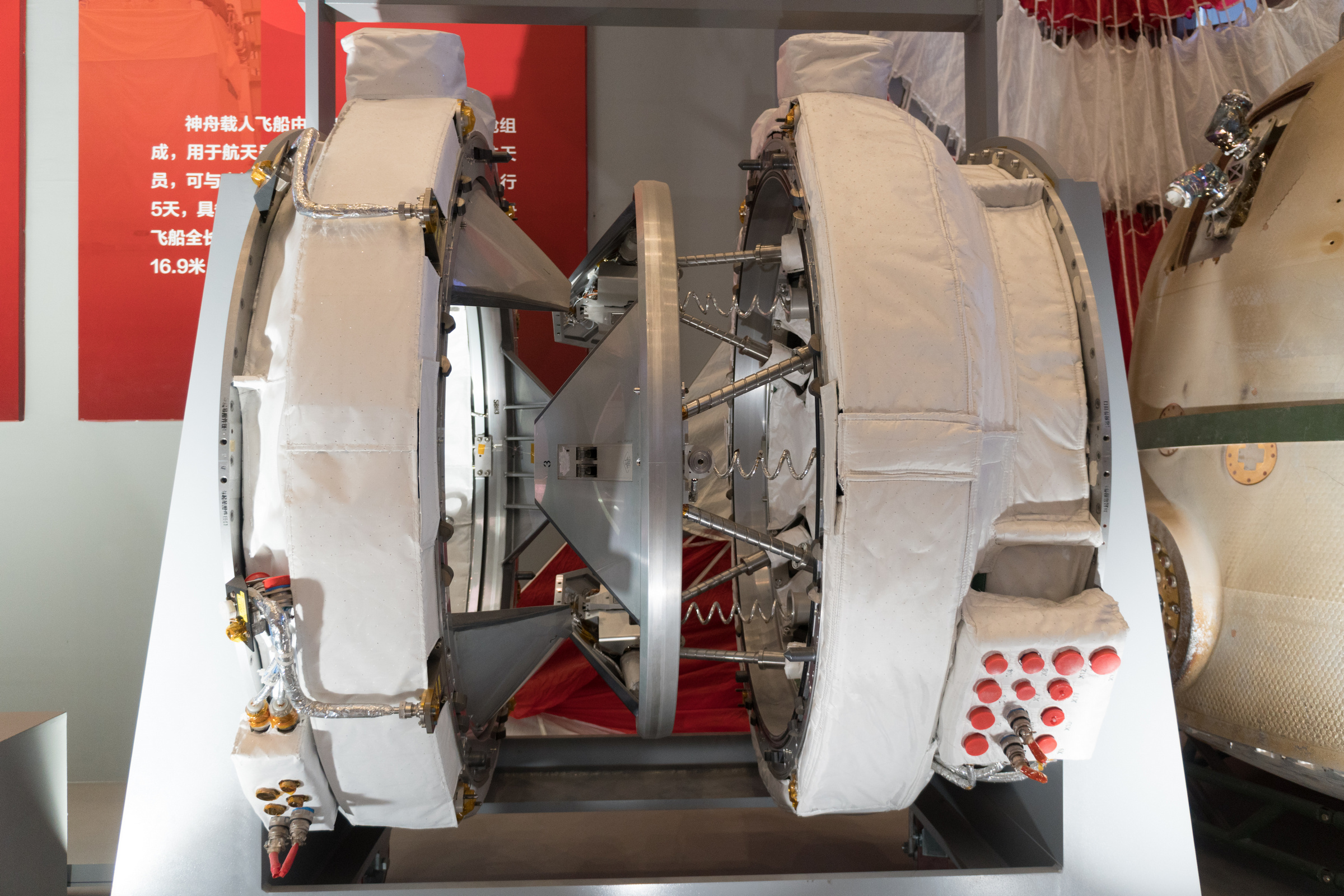
中国载人航天工程所使用的对接装置

在2010年代，中国载人航天工程聚焦于关键技术突破与太空短中期驻留能力的完善。2011年9月29日，长征二号F/T1运载火箭将“天宫一号”目标飞行器发射至预定轨道以验证中国的空间交会对接技术。11月1日，长征二号F遥八火箭将神舟八号无人飞船发射升空。11月3日凌晨，神舟八号与天宫一号以自动模式成功实现中国首次空间交会与对接。至此，载人航天的三项基本技术（天地往返、出舱活动、交会对接）均已被中国掌握。2012年6月16日，神舟九号飞船搭载航天员景海鹏、刘旺和刘洋发射升空后与天宫一号对接，三名航天员进入天宫一号，随后进行了约十天的短期驻留并完成了首次手控交会对接试验，其中刘洋凭借这次任务成为中国首位进入太空的女航天员。差不多一年后的6月11日，神舟十号载人飞船发射升空并与天宫一号对接，三名航天员聂海胜、张晓光、王亚平进入空间站。在15天的飞行任务中，三名航天员进行了首次太空授课、第二次手控交会对接和首次绕飞交会试验。
尽管天宫一号具备了空间实验室或空间站的某些性质，但其功能离它们尚有一定的差距，中国第一个真正意义上的空间实验室为2016年9月15日发射的“天宫二号”。与天宫一号不同的是，天宫二号具备太空补加功能，可开展大规模科学实验，配套设备数量和安装复杂度均创造了历次载人航天器任务之最。2016年的10月17日至11月18日间，神舟十一号乘组航天员景海鹏、陈冬进驻天宫二号生活了三十多天，进行了三十多项在轨实验操作，刷新了中国载人航天的记录。之后，2017年4月20日，天舟一号货运飞船成功发射并与天宫二号完成自动交会对接。4月27日，天舟一号与天宫二号成功完成首次推进剂在轨补加试验，标志着中国突破和掌握推进剂在轨补加技术。至此，随着空间实验室、短中期驻留、在轨补加等任务的顺利完成，中国载人航天工程完成了设定的“第二步”的目标，为2020年代长期空间站的建造工程做好了充分的技术准备。

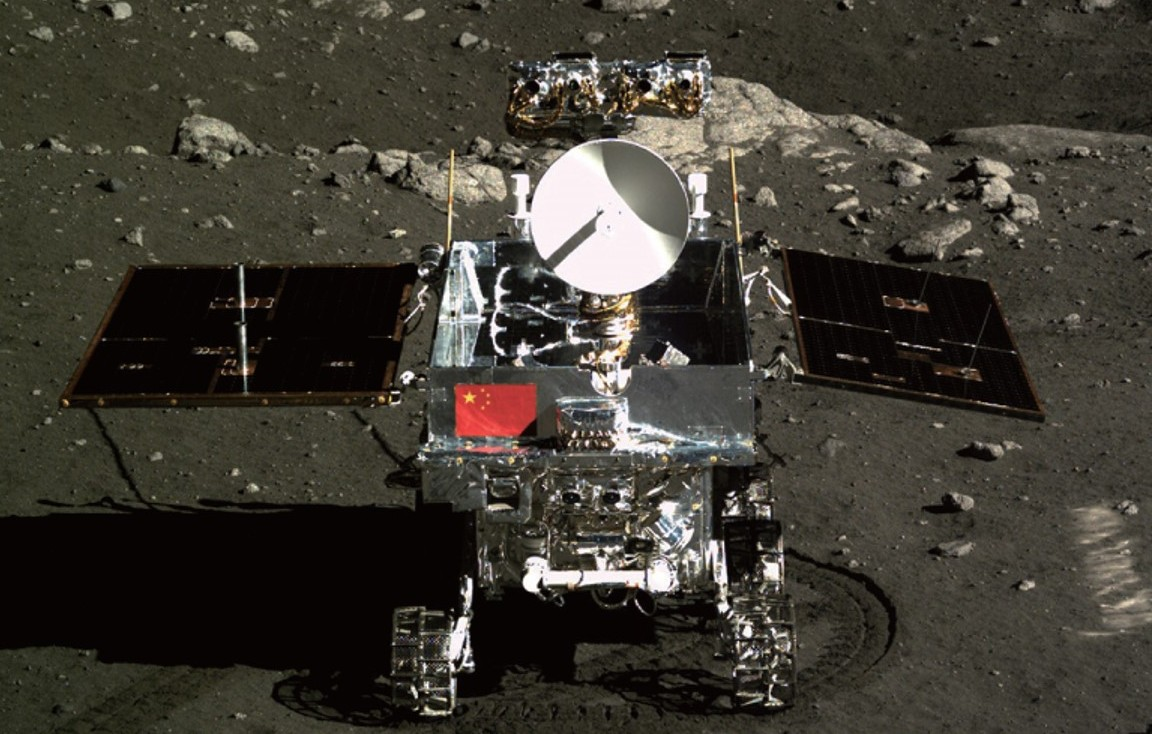
嫦娥三号搭载的玉兔号月球车是中国的首个地外天体巡视器

深空探测方面，在2007年嫦娥一号实现中国探月工程“绕”的目标后，中国开始为第二步的“落”做准备。中国第二个绕月探测器“嫦娥二号”于2010年10月1日发射，并首次使用地月转移轨道在10月9日到达月球实现环月飞行，其在接下来的约八个月的工作时间内包括以15千米的低轨道高度对未来的中国探测器预选着陆区虹湾进行局部区域成像，为月球软着陆做准备。2013年12月2日，长征三号乙改进型运载火箭从西昌卫星发射中心升空，将中国的首个地外着陆器与巡视器组合体“嫦娥三号”送入地月转移轨道。12月14日，嫦娥三号着陆器在月球正面的虹湾地区顺利完成月面软着陆，中国成为世界上第三个成功实现航天器地外天体软着陆的国家。12月15日，“玉兔号”月球车被顺利部署到月球表面，其后开展月面巡视勘察，中国探月工程二期“落/巡”的目标达成。
特别值得一提的是，中国在这一时期还进行了对更远的深空世界的初步探测尝试。2011年，由中国科学院国家空间科学中心发起、与俄罗斯合作的“萤火一号”火星探测任务进入实施阶段，这是一次独立于国家重大航天工程之外的小型地外探测活动，探测器重量仅约100千克，被搭载在俄罗斯联邦航天局的“福布斯－土壤”探测器上前往火星，目的为进入环绕火星轨道进行在轨探测。然而在2011年11月成功发射后，由于“福布斯－土壤”探测器的主发动机未能按计划启动，俄罗斯探测器连同搭载的萤火一号最终未能离开近地轨道，于次年1月再入地球大气层并坠毁于太平洋海域，任务最终失败。尽管萤火一号由于非中方因素未能取得预想中的成绩，但中国的独立行星际深空探测也从此进入萌芽阶段。2012年12月13日，结束了月球探测的嫦娥二号在拓展试验任务中在距离地球700万公里处以3.2公里的最近距离飞掠小行星4179并拍照记录，成为中国首个行星际探测器。2016年1月11日，中国的首个独立火星探测任务正式立项并被列入《2016年中国的航天》白皮书中的近期目标内，计划在2020年发射探测器并史无前例地在一次任务中实现火星的环绕、着陆、巡视探测。

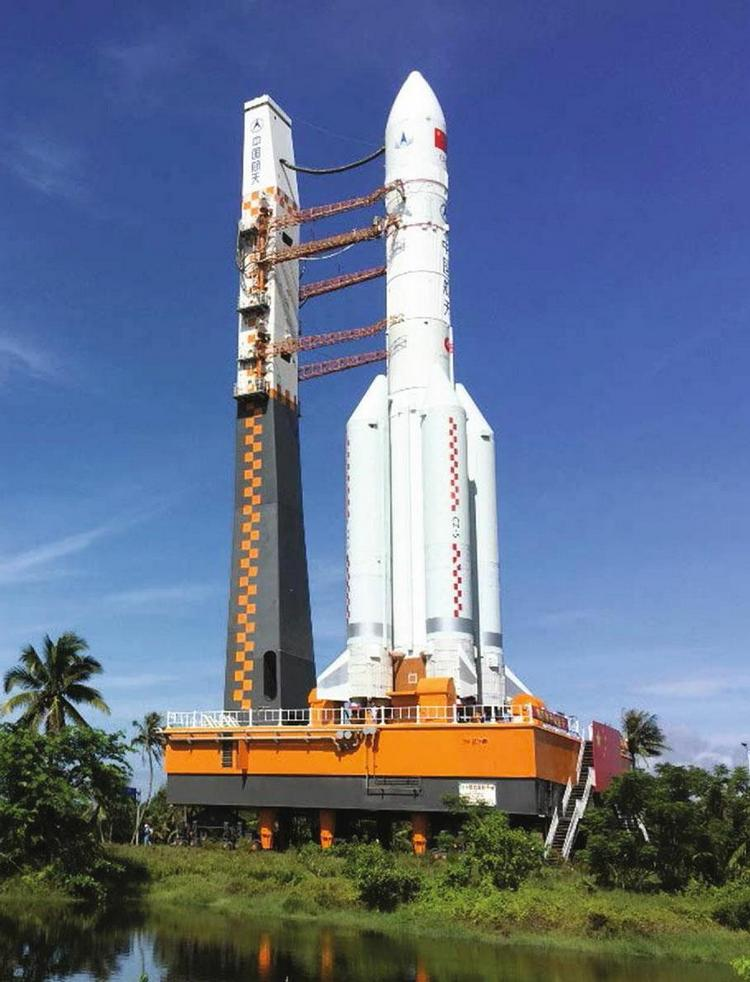
转场中的长征五号大型运载火箭

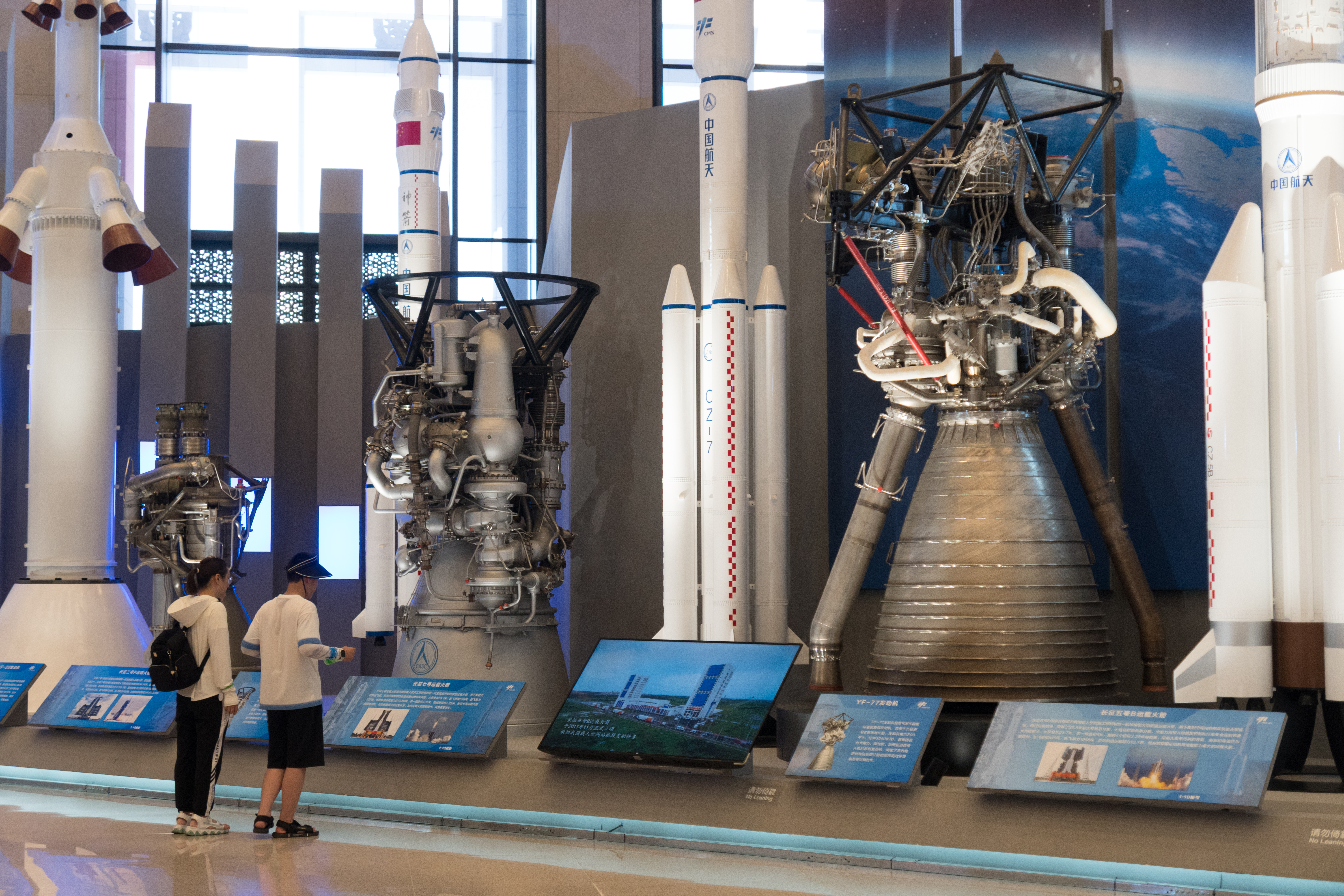
YF-100（中）与YF-77（右）是用于驱动新一代长征运载火箭的其中两款发动机

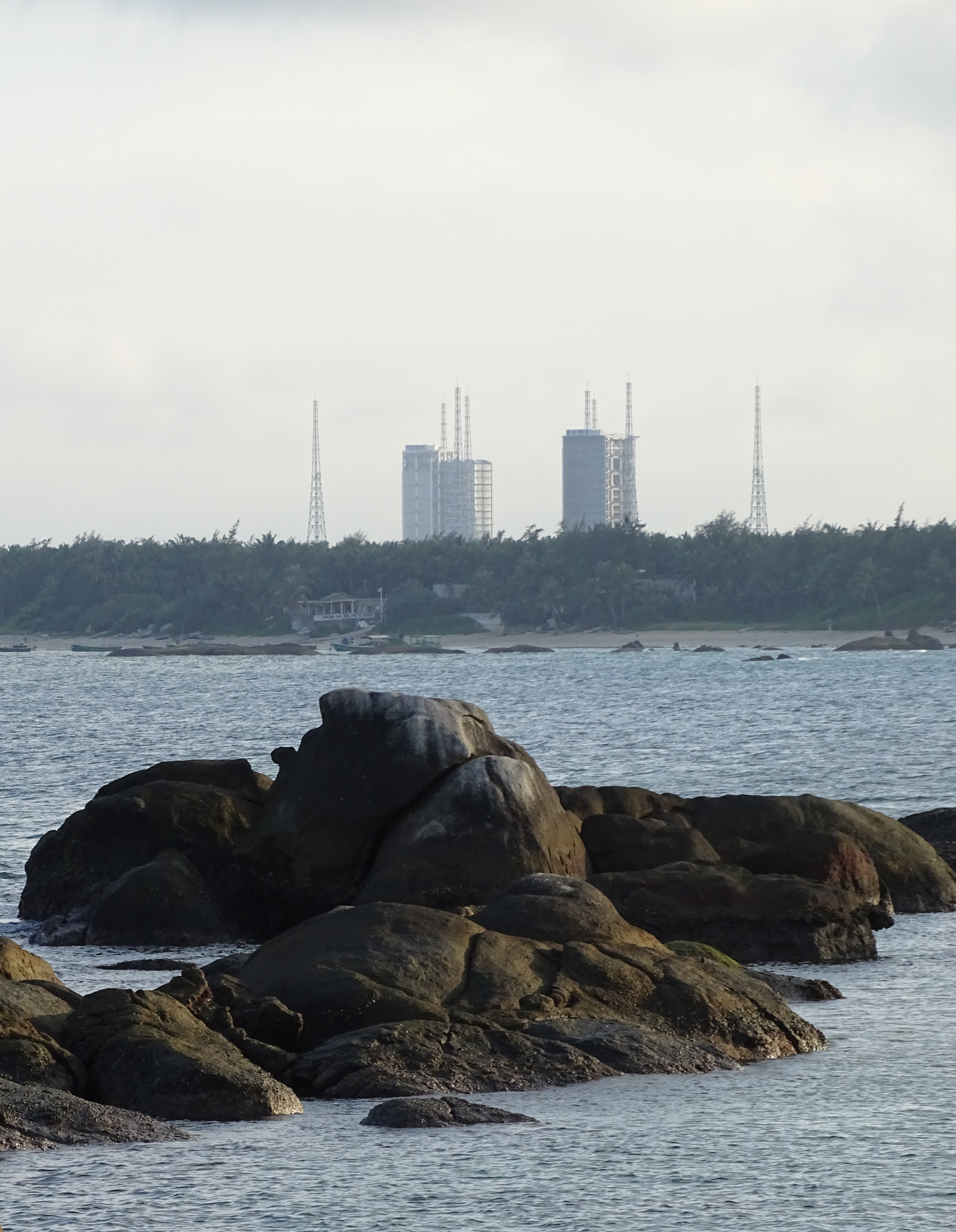
自2016年开始投入使用的文昌航天发射场远景

在对地观测、卫星导航、载人航天、地外探测等重大项目皆全面开花结果的同时，作为航天系统绝对基础的中国运载火箭领域也在经历着一场重要变革。自20世纪70年代以来，长征系列运载火箭长期使用以偏二甲肼和四氧化二氮作为推进剂的发动机，此类发动机虽然简单可靠，但存在着有毒、有污染、比冲低、循环方式落后等缺点，至20世纪80年代中后期的时候已经显著落后于其它世界航天大国的水平。为了摆脱这种落后局面，自863计划在1986年立项起，中国就开始对新型航天动力系统推进剂的选用问题进行论证。在经过了十多年的前期研究后，于2000年正式立项研制采用高压补燃循环的120吨级液氧煤油发动机。尽管在进入工程研制阶段后遭遇了如发动机试车失败甚至爆炸等的极大困难，研制团队依然突破了高温合金、起动技术等难关，于2006年成功完成了发动机的600秒长程试车，并于2012年通过了国防科工委的验收。2015年9月20日，采用了一台120吨级液氧煤油发动机即YF-100的“长征六号”小型运载火箭首飞成功，新一代发动机圆满完成首次实战。2016年6月25日，使用了六台YF-100的“长征七号”中型运载火箭首飞成功，将中国火箭的低地球轨道最大运力提升至13.5吨，中国开始进入无毒、无污染、大推力的新一代运载火箭时代。
长征七号的首飞同时也是位于海南省文昌市的中国文昌航天发射场所执行的首次发射任务，标志着文昌航天发射场从此登上中国乃至世界航天的历史舞台。与老牌的酒泉、太原和西昌相比，于2009年9月开工建设的文昌是最年轻也是最先进的航天发射场。由于文昌优越的地理条件，火箭在低纬度的文昌航天发射场发射时可提升10%至15%的运力，而且残骸落区位于大海，极大地减少了对地面人员设施的潜在威胁，沿海的位置也使得大直径火箭的运输变得可能。独特的优点使得文昌航天发射场在接下来的数年内成为了中国诸多重大航天任务的出发地，一次次吸引了世界的目光。
比长征七号更重大的运载火箭领域的突破来自“长征五号”。长征五号的前期论证始于1986年，自2006年开始正式立项研制，其长达十年的研制过程共突破12大类247项核心关键技术，被称为跨时代的研制项目。作为中国的首型大型运载火箭，外号“胖五”的长征五号总长约57米，起飞质量约870吨，其芯级直径突破了传统长征火箭的3.35米，达到了5米之巨，其近地轨道与地球同步转移轨道运力分别达到25吨与14吨，将长征三号乙火箭保持了多年的相应记录大幅提升到了其2.5倍以上，被航天界视为实现中国航天发射综合能力历史性跨越、由航天大国迈向航天强国的重要基石。然而，在2016年11月4日自文昌航天发射场成功首飞后，长征五号遥二运载火箭在2017年7月2日的第二次验证飞行中出现异常，发射失利。长征五号遥二任务的失利使得长征五号火箭进入了漫长的“归零”阶段，中国航天未来数年内的多个完全依赖于长征五号进行的重大项目遭受或面临被大幅推迟的不利局面。

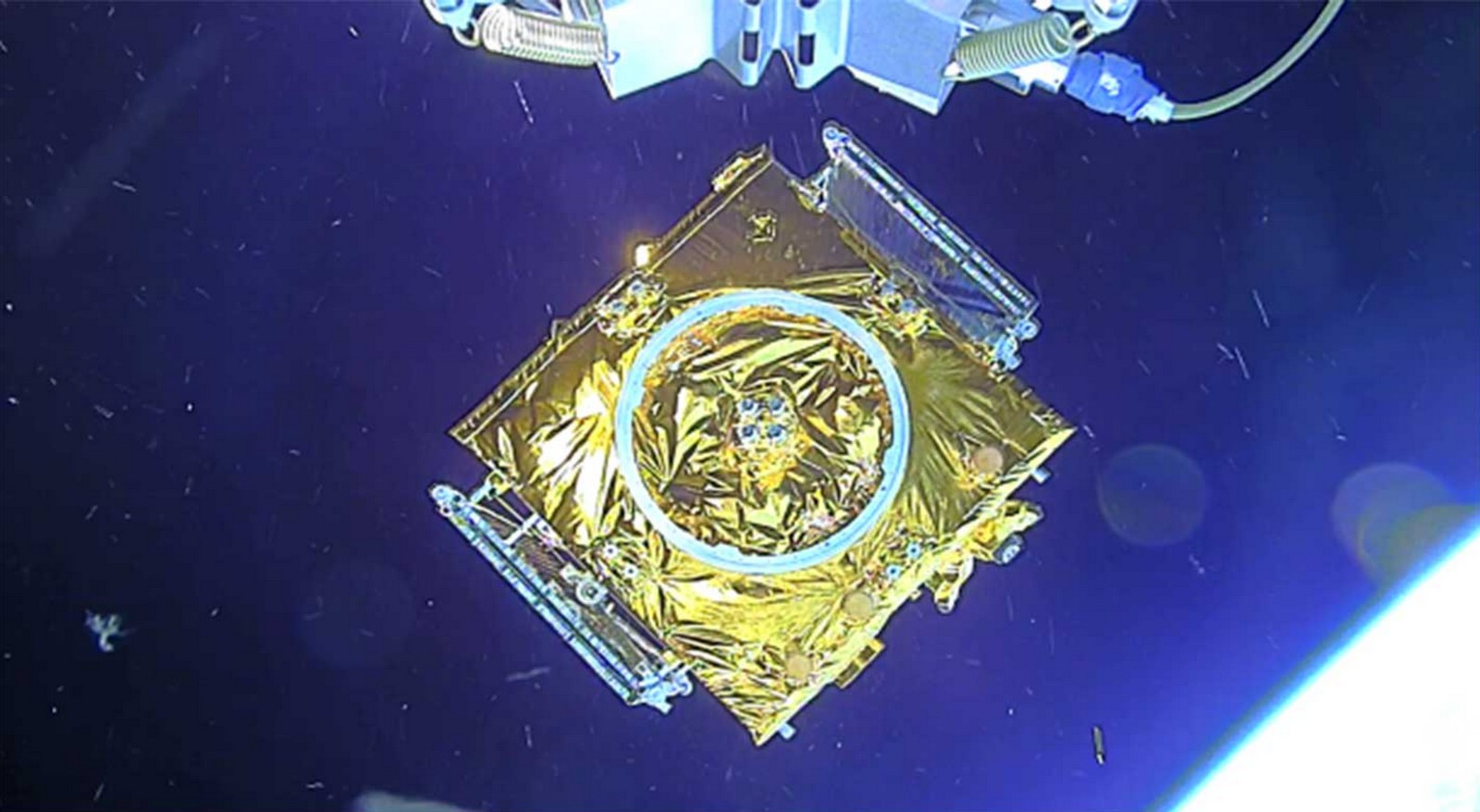
鹊桥号中继卫星与火箭分离时的画面

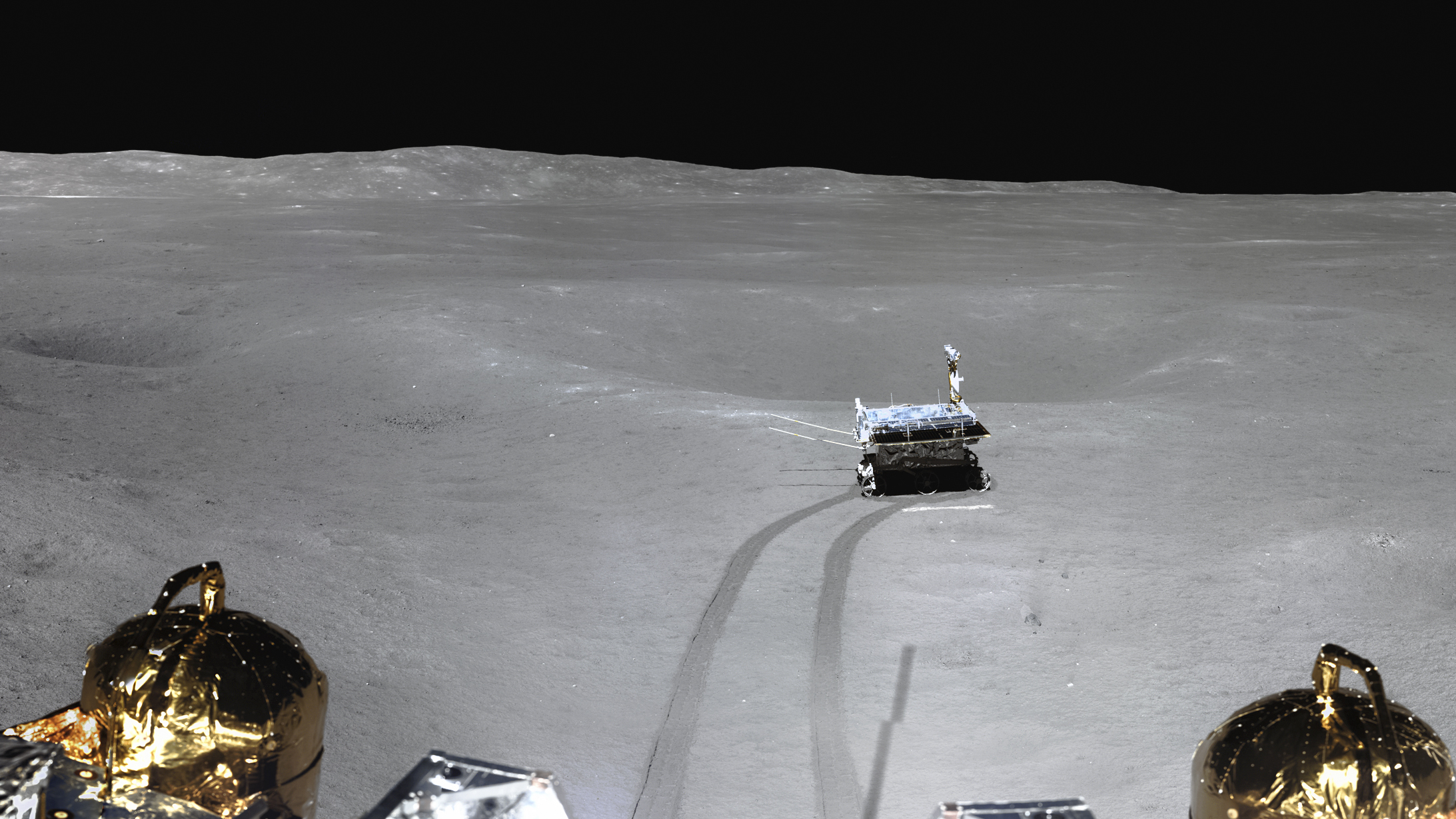
2019年嫦娥四号成为人类首个软着陆于月球背面的探测器并释放出玉兔二号月球车进行巡视探测

尽管面临着长征五号前景不明的阴霾，中国航天在接下来的两年内依旧达成了一个足以载入世界航天史册的成就。由于潮汐锁定的作用，作为地球唯一天然卫星的月球长期以同一面朝向地球旋转，在航天时代到来之前，人类从未见过月球背面的模样。尽管随着20世纪60年代以来多国月球环绕器的到达，月背的大致模样已被人类所熟知，但由于通信障碍等因素，人类直至21世纪初也尚未对月背进行过近距离的探测。这一缺憾在2019年被中国的“嫦娥四号”任务终结。2018年12月8日，原本作为嫦娥三号备份的嫦娥四号探测器在西昌卫星发射中心由长征三号乙运载火箭成功发射飞往月球。在此前发射并成功运行于地月拉格朗日L2点的“鹊桥号”中继卫星的支持下，2019年1月3日，嫦娥四号在月球背面的冯·卡门撞击坑成功完成软着陆，成为人类历史上首个成功在月背软着陆的探测器，并拍下传回世界第一张近距离拍摄月背影像图。几个小时后，着陆器将“玉兔二号”月球车释放至月背表面，留下人类探测器的第一道印迹，开始人类在月背表面的首次巡视探测。嫦娥四号月背探测任务填补了人类月球探测的空白，使得中国航天站在了国际航天界月球研究的前沿，于2020年获得国际宇航联合会的最高奖“世界航天奖”，是该国际组织成立70年来首次把这一奖项授予中国航天界人士。
除了嫦娥四号，这一时期内中国航天的其它主要事件与成就包括：2016年3月8日，中华人民共和国国务院決定自2016年起，将每年的4月24日也就是东方红一号的发射纪念日设立为“中国航天日”。8月16日，世界首颗量子科学实验卫星“墨子号”成功发射。2017年6月15日，中国首颗X射线调制望远镜卫星“慧眼”成功发射，推动高能天体物理研究进入世界先进行列。8月21日，中国航天员中心在山东省烟台市附近海域组织实施了为期17天的中欧航天员海上救生训练，共有16名中国航天员和2名欧洲航天员参加，是首次有外国航天员参与中国组织的大型训练任务。2018年，中国成功完成了35次轨道发射，首次位居世界第一。2019年6月5日，“长征十一号”在黄海海域成功完成中国首次海上运载火箭发射。7月25日，中国民营航天公司星际荣耀首次发射“双曲线一号”小型固体火箭并成功将载荷送入轨道，这是中国民营公司首次成功实施商业运载火箭的轨道发射。
时间来到2010年代的尾声，经过了两年多共908天的归零后，2019年12月27日，长征五号遥三运载火箭在文昌航天发射场复飞成功，将东方红五号卫星公用平台首飞试验星实践二十号送入预定轨道。随着这次任务的完美成功，2017年遥二失利的阴霾被一扫而空，长征五号实现了“王者归来”，中国进入空间的能力得到跨越式的提高，中国航天的数个重大项目都将随着长征五号的复飞成功在2020年代初集中迎来历史性的飞跃。

### 2020年代

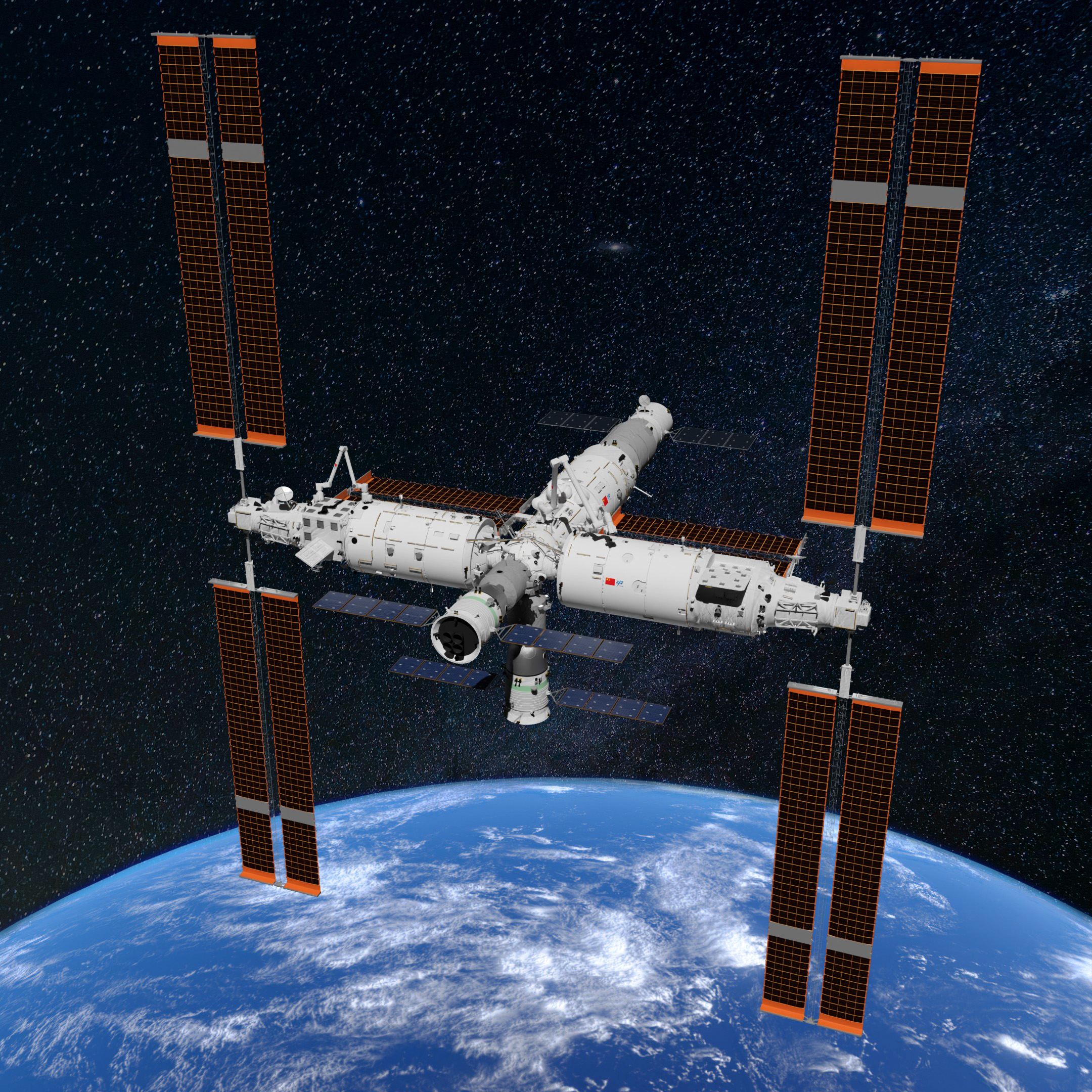
2022年11月完成三舱T字构型建造的中国空间站效果图

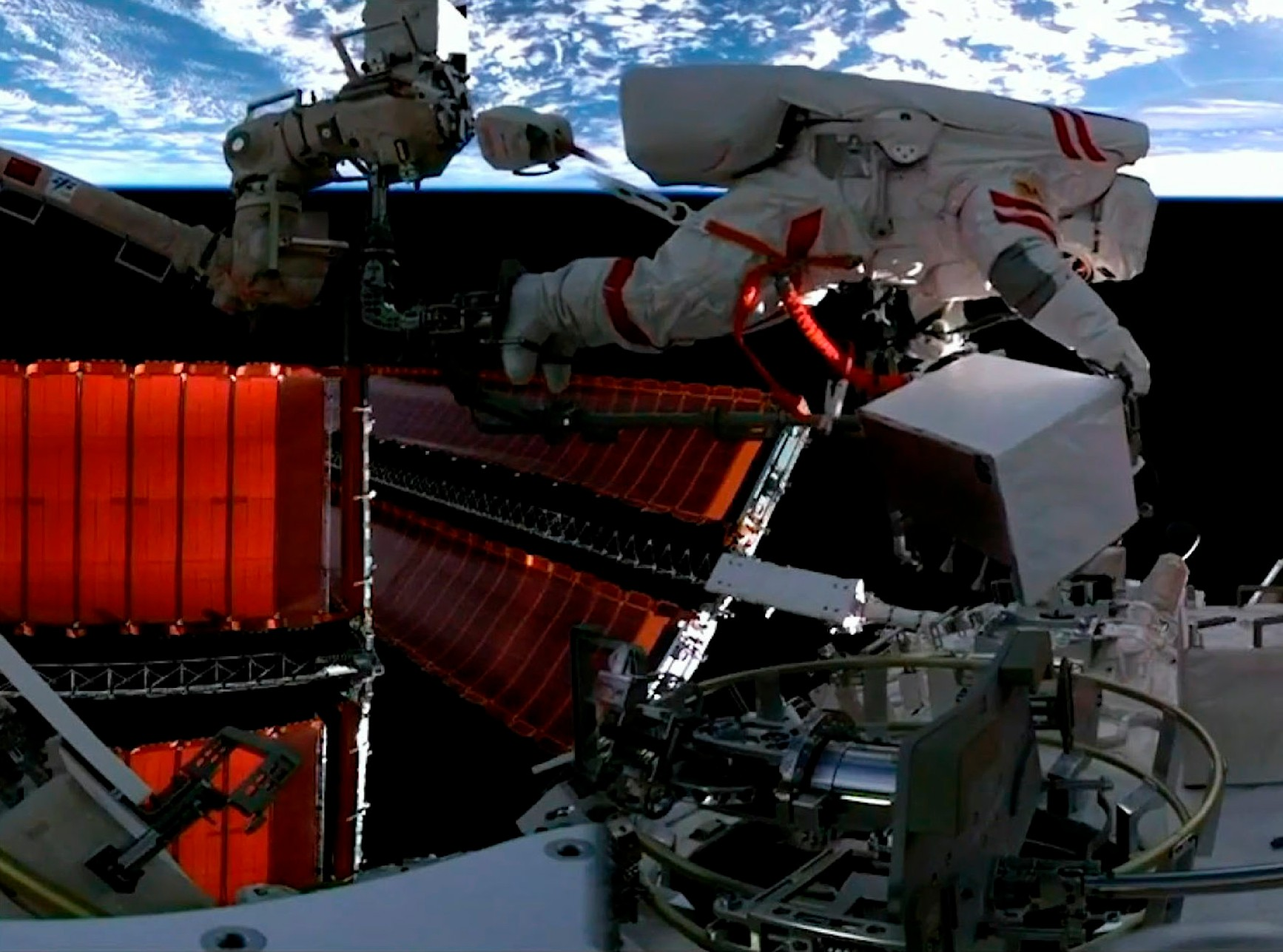
中国航天员在中国空间站问天实验舱外执行出舱任务。

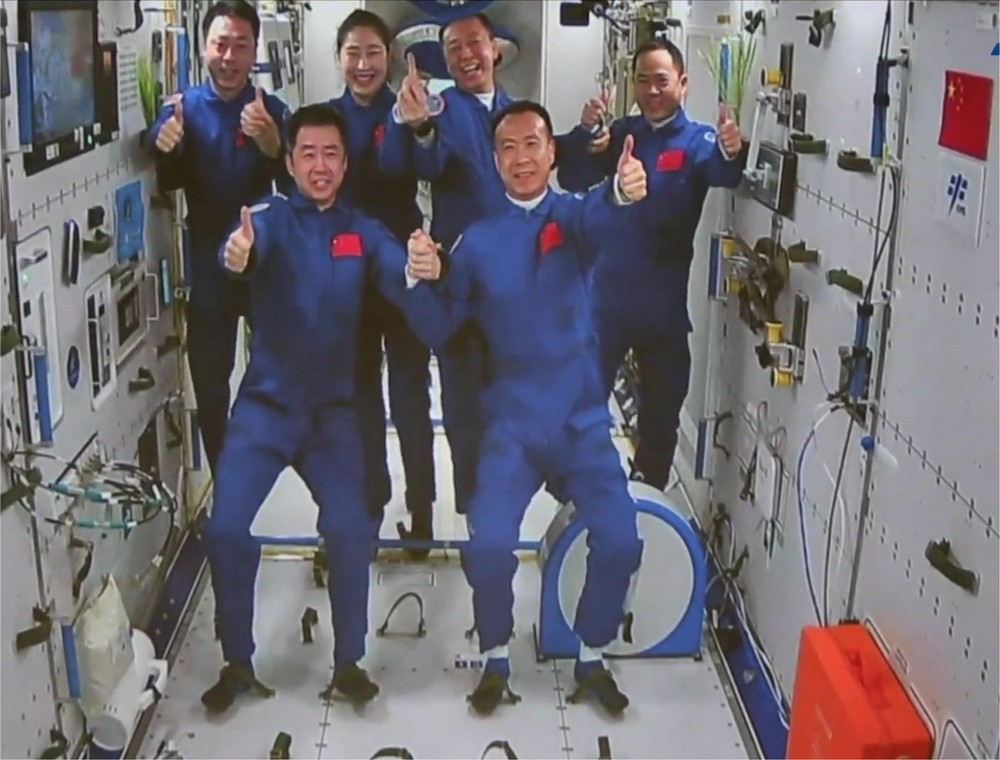
神舟十四与十五号乘组在中国空间站上完成中国首次“太空会师”

作为21世纪初中国运载火箭技术集大成之作，长征五号的问世使得一系列先前受限于载荷重量大小限制而难以进一步发展的项目获得了期待已久的解放。从2020年开始，中国的载人航天及地外探测在长征五号系列火箭的支持下，以高歌猛进的态势在短短数年间就完成了诸多令世界瞩目的重大成就。

#### 载人航天
中国载人航天工程在2020年迈开了计划的“第三步”。2020年5月5日，长征五号B运载火箭携带新一代载人飞船试验船和柔性充气式货物返回舱试验舱在文昌航天发射场成功完成首飞。此次任务中，柔性充气式货物返回舱试验舱在返回过程中出现异常，而新一代载人飞船试验船返回舱则在自主提升至大椭圆轨道数日后于5月8日成功着陆于内蒙古东风着陆场。长征五号B是长征五号系列火箭的一个分支，拥有20.5米长的整流罩，专门用于向近地轨道运送大型载荷，运力高达25吨，其首飞标志着中国拥有了发射大型空间站舱段的运输工具，为中国空间站的建设奠定了基础。2021年4月29日，长征五号B运载火箭在文昌航天发射场成功发射中国空间站的首个舱段天和核心舱，中国空间站的建造全面开启，载人航天工程开始进入前所未有的密集发射阶段。5月29日，天舟二号货运飞船成功发射并与天和核心舱完成自主快速交会对接。6月17日9时22分，长征二号F遥十二运载火箭在酒泉卫星发射中心成功发射神舟十二号载人飞船，后者于约6.5小时后与天和核心舱完成自主快速交会对接。航天员聂海胜、刘伯明、汤洪波先后进入天和核心舱，中国人首次进入自己的空间站。9月17日13时34分，神舟十二号载人飞船返回舱安全降落在东风着陆场预定区域，持续约三个月的中国空间站阶段的首次载人飞行任务取得圆满成功。
从2021年9月20日到2022年6月5日的约九个月的时间内，中国载人航天工程先后向天和核心舱发射了两艘货运飞船与两艘载人飞船，将神舟十三号与神舟十四号两个乘组共六名航天员分别送入空间站，其中神舟十三号乘组的翟志刚、王亚平、叶光富完成了中国首次长达六个月的长期太空驻留。2022年7月24日，长征五号B遥三运载火箭成功将中国空间站的首个科学实验舱、重23吨的问天实验舱送入预定轨道。13小时后，神舟十四号乘组的航天员陈冬、刘洋、蔡旭哲在天和核心舱内迎来与问天实验舱的对接，中国空间站进入多舱体组合时代。9月30日，问天实验舱利用转位机构成功完成平面转位，中国首次完成在轨大体量舱段转位操作。大约一个月后，中国空间站的第三个舱段及第二个科学实验舱梦天实验舱于2022年10月31日由长征五号B遥四运载火箭成功发射，在发射的后约13小时与天和核心舱完成对接，之后于11月3日完成转位并实现航天员进驻。至此，中国空间站三舱“T”字基本构型在轨组装完成。2022年11月30日7时33分，神舟十五号乘组的费俊龙、邓清明、张陆在飞船发射以及完成与中国空间站的对接后进入空间站，与等待的神舟十四号乘组完成了中国的首次“太空会师”，中国空间站首次达到最大承载人数6人。2022年12月2日晚，神舟十四、神舟十五号航天员乘组进行交接仪式，这是中国航天员完成首次在轨交接，中国空间站正式开启长期有人驻留模式。
2023年5月29日，中国载人航天工程办公室在神舟十六号载人飞行任务的新闻发布会上宣布中国载人月球探测工程登月阶段任务已在近期启动实施，目标是2030年前实现中国人首次登陆月球。为此，中国载人航天在前期关键技术攻关及方案论证的基础上，已全面启动部署研制建设工作，包括研制长征十号、新一代载人飞船、月面着陆器、登月服等飞行产品，新建发射场相关测试发射设施设备等。

#### 深空探测

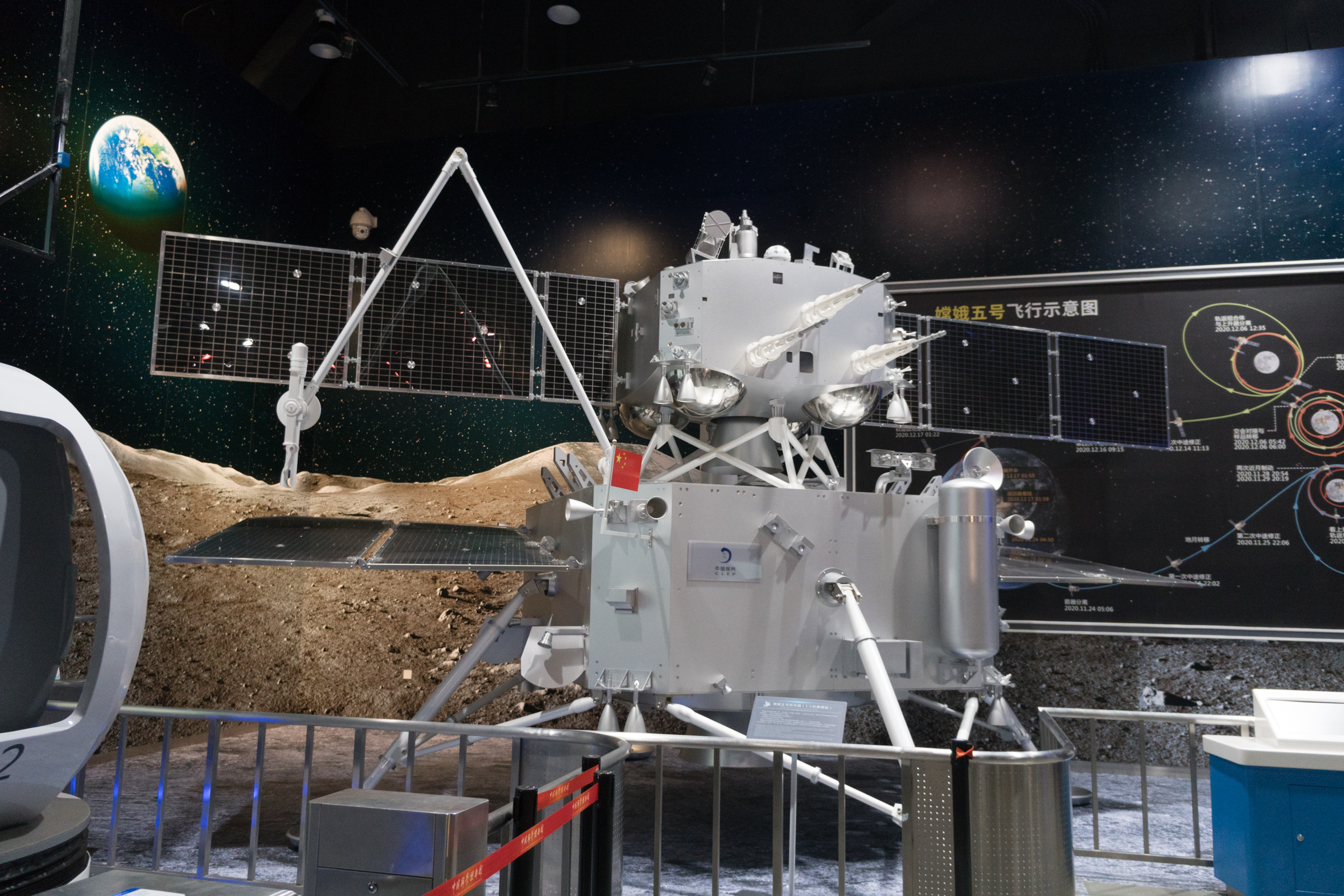
嫦娥五号着上组合体等比例模型

中国探月工程三期“回”的任务也在2020年等到了实施的机会。早在2014年11月，中国就完成了探月再入返回飞行试验，成功掌握航天器以接近第二宇宙速度再入返回的关键技术，原计划在2017年正式执行“嫦娥五号”月球采样返回任务。然而，长征五号在2017年7月的失利打乱了已有的部署，嫦娥五号任务在探测器已完成研制的情况下被迫无限期推迟，直至长征五号在2019年底完成复飞。2020年11月24日4时30分，长征五号遥五运载火箭自文昌航天发射场成功发射嫦娥五号探测器。12月1日，嫦娥五号探测器着陆器和上升器组合体成功着陆月面，并于12月2日完成月球表面自动采样。12月3日，嫦娥五号上升器自月面起飞，携带样品进入环月轨道，实现中国首次地外天体起飞。12月6日，嫦娥五号上升器成功与轨道器和返回器组合体完成交会对接，将样品转移至返回器中，这也是世界上首次在地球轨道以外进行航天器自主交会对接。12月13日，嫦娥五号轨道器和返回器组合体在发动机点火后成功进入月地转移轨道。12月17日，嫦娥五号返回器在内蒙古四子王旗预定区域成功着陆，中国首次地外天体采样返回任务圆满完成。

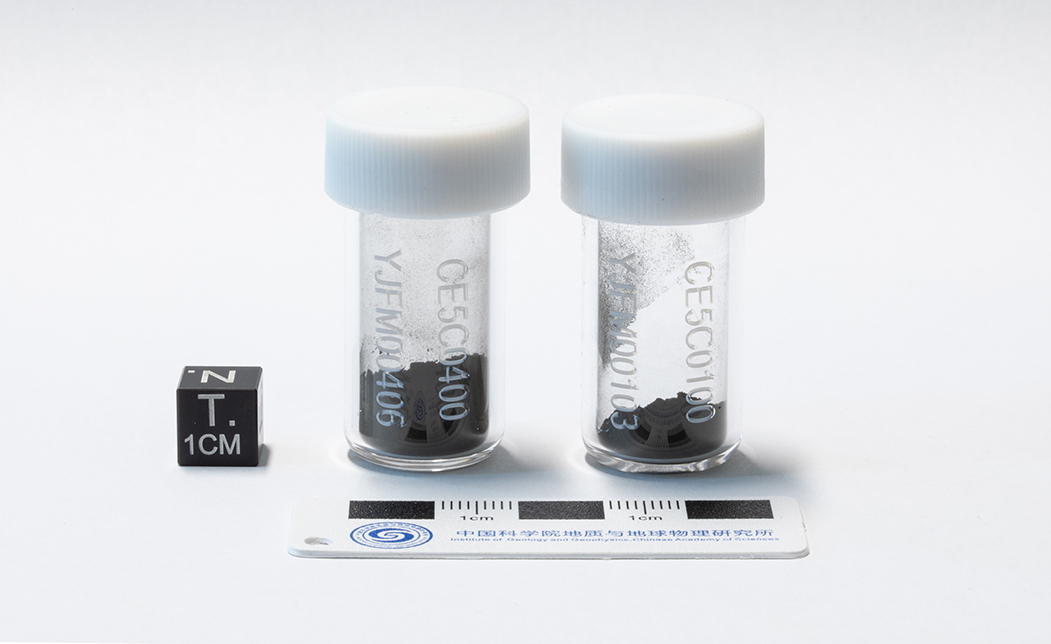
嫦娥五号所采集并送回地球的部分月壤样本

2020年12月19日，国家航天局在北京举行探月工程嫦娥五号任务月球样品交接仪式，经测量，嫦娥五号任务共采集月球样品约1731克。嫦娥五号任务连续实现了中国航天史上首次月面采样、月面起飞、月球轨道交会对接、带样返回等多个重大突破，成为中国当时复杂度最高、技术跨度最大的航天系统工程，也标志着中国探月工程“绕、落、回”三步走规划的胜利完成。

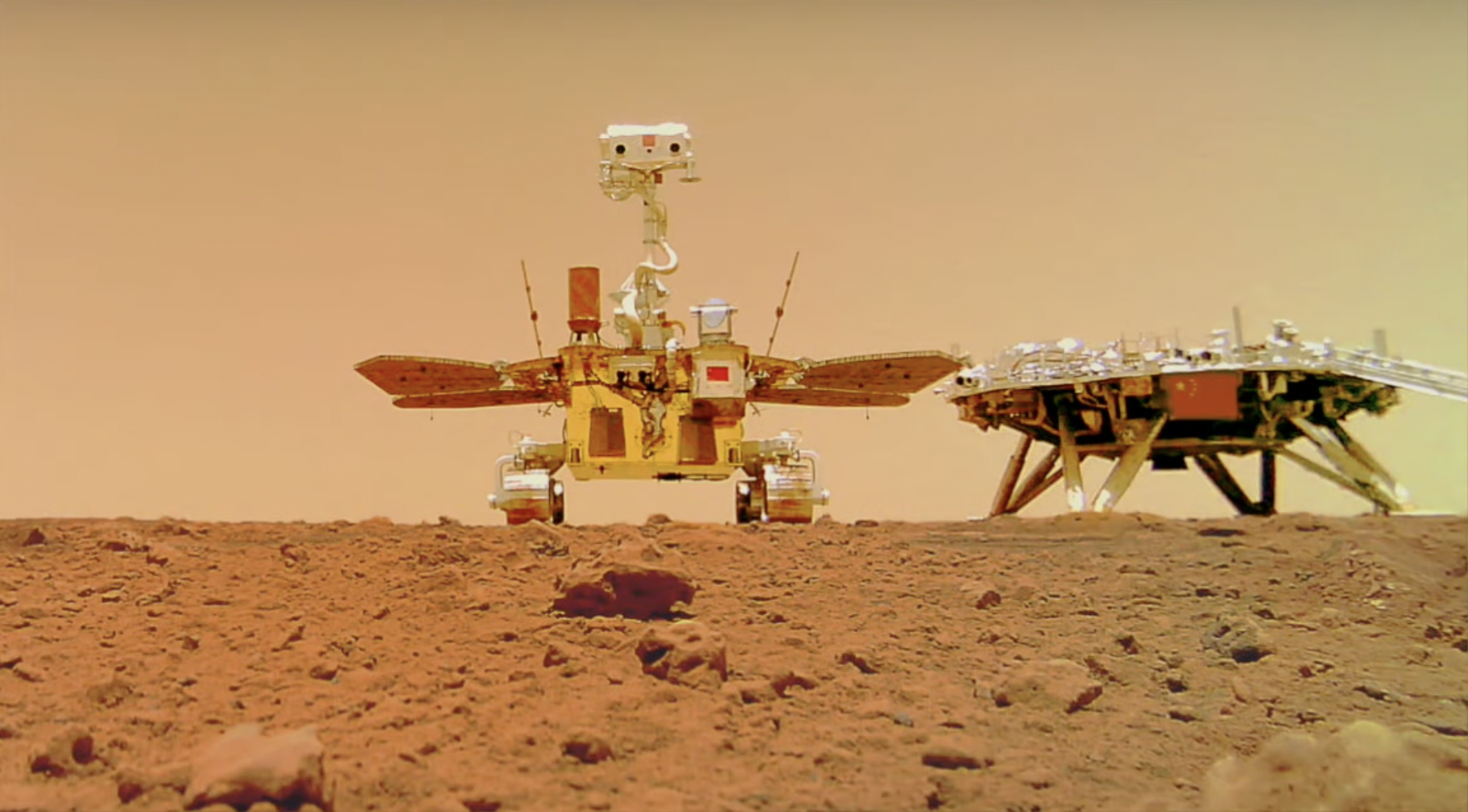
2021年天问一号着陆器成功着陆，祝融号火星车在火星表面留下自拍照

在目标为38万千米远的嫦娥五号任务开始实施之前，中国的首个自主火星探测器就已经动身，出发前往4亿千米外的火星。自从2016年获得立项以来，火星探测所需的深空测控网、超音速开伞、悬停避障试验等技术准备工作先后完成，唯一有能力搭载探测器的长征五号也在2019年底完成复飞，中国的首次自主火星探测任务在2020年7月的地火转移窗口来到之前已经处于万事俱备的状态。2020年4月24日，国家航天局在该年的中国航天日上公开了中国行星探测工程的规划，将中国行星探测任务命名为“天问”，中国首次独立火星探测任务作为该工程的首个任务被命名为“天问一号”。2020年7月23日，由环绕器、着陆器、巡视器组成的天问一号探测器在文昌航天发射场搭乘长征五号运载火箭起飞并被成功送入地火转移轨道，与同期的阿联酋“希望号”和美国的“毅力号”一起组成了人类2020年的远征部队，踏上了前往火星的旅途。
在经过了约七个月的旅程后，2021年2月10日，天问一号顺利实施近火制动，成功进入火星停泊轨道，成为中国第一颗人造火星卫星。随后环绕器载荷开机，开始对火星进行科学探测，为着陆火星做准备。在接下来的三个月内，国家航天局公布了多幅由天问一号环绕器拍摄的火星影像。在同年4月的中国航天日启动暨中国航天大会开幕仪式上，天问一号携带的巡视器被命名为“祝融号”。
2021年5月15日凌晨1时许，天问一号探测器开始实施降轨。4时左右，着陆巡视器与环绕器分离，环绕器随后返回停泊轨道，着陆巡视器则在之后经历了约三小时的火星大气飞行。7时18分，在经过减速、悬停避障和缓冲后，天问一号着陆器携带祝融号火星车成功着陆于火星乌托邦平原南部预选着陆区。5月22日10时40分，祝融号火星车安全驶离着陆平台，到达火星表面，开始巡视探测。。6月11日，国家航天局公布了由祝融号拍摄的首批科学影像图，标志着中国首次火星探测任务取得圆满成功。天问一号作为中国的首次自主火星探测任务，以极为大胆的方式一次性地完成了火星环绕、着陆与巡视的“绕、落、巡”三大步，使中国成为继美国之后第二个完成火星着陆巡视的国家，象征着中国深空探测的又一巨大成功，再次引起国际社会的广泛赞誉。2022年，天问一号火星探测任务团队获得国际宇航联合会2022年度“世界航天奖”，是中国航天继2019年的嫦娥四号任务后再次获得这一殊荣。
2022年5月，祝融号火星车在火星表面的工作时间达到一年。为应对沙尘天气导致的太阳翼发电能力降低及冬季极低的环境温度，祝融号火星车按照设计方案和飞控策略于此时转入休眠模式，原本预计将于同年12月前后的初春季节恢复正常工作，但其后一直未能重新建立联络。
在天问一号任务的圆满成功的推动下，中国将继续开展更高难度的深空探测。2021年底，中国探月工程四期正式通过立项审批。2022年1月28日，中国政府发布《2021中国的航天》白皮书，明确表示在未来的五年内将发射“嫦娥六号”探测器、完成月球极区采样返回，发射“嫦娥七号”探测器、完成月球极区高精度着陆和阴影坑飞跃探测，完成“嫦娥八号”任务关键技术攻关，与相关国家、国际组织和国际合作伙伴共同开展国际月球科研站建设。继续实施行星探测工程，发射小行星探测器、完成近地小行星采样和主带彗星探测，完成火星采样返回、木星系探测等关键技术攻关。论证太阳系边际探测等实施方案。

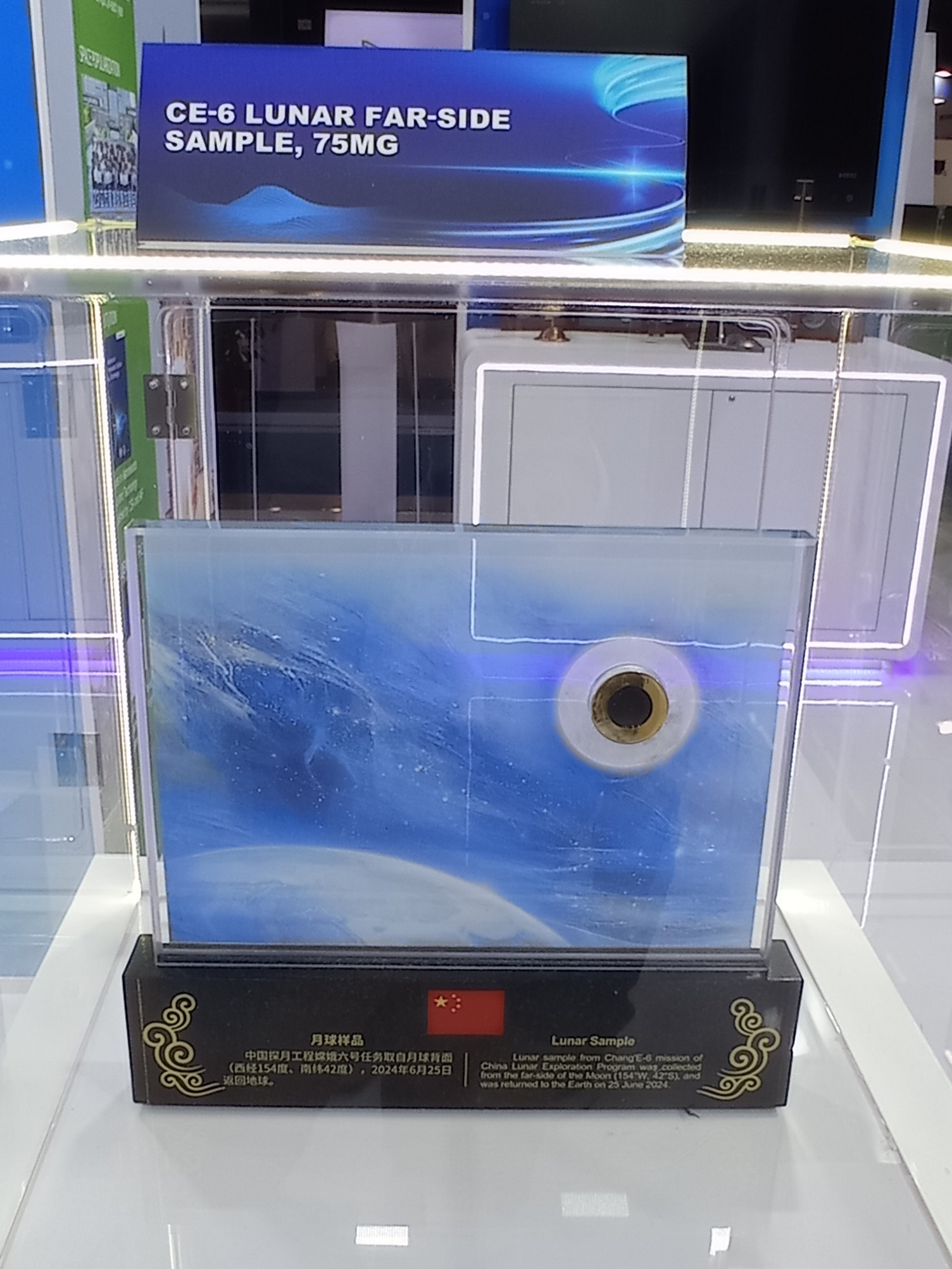
2024年国际宇航大会上展出的由嫦娥六号采集的月球背面月壤样品

2024年3月20日，探月工程四期鹊桥二号中继星由长征八号遥三运载火箭在文昌航天发射场成功发射升空，在经过约112小时奔月飞行后顺利进入环月轨道，准备为之后的嫦娥六至八号及后续国内外月球探测任务等提供中继通信支持。同年5月3日，嫦娥六号探测器在文昌航天发射场搭乘长征五号运载火箭发射升空并进入地月转移轨道，后在经过轨道修正和近月制动后顺利进入环月轨道。6月2日，探测器的着上组合体成功降落在月球背面南极-艾特肯盆地预选区域。在完成了约两天的采样工作后，6月4日上升器点火自月面起飞，于6日完成与轨道器和返回器组合体之间的交会对接及样品转移。轨返组合体在等待了13天后进入月底转移轨道，返回器于6月25日与轨道器分离，之后准确着陆于内蒙古四子王旗预定区域，自此圆满完成全部任务，实现世界首次月球背面采样返回。经测算，嫦娥六号任务共采集月球背面样品1935.3克。

## 航天项目

### 运载火箭

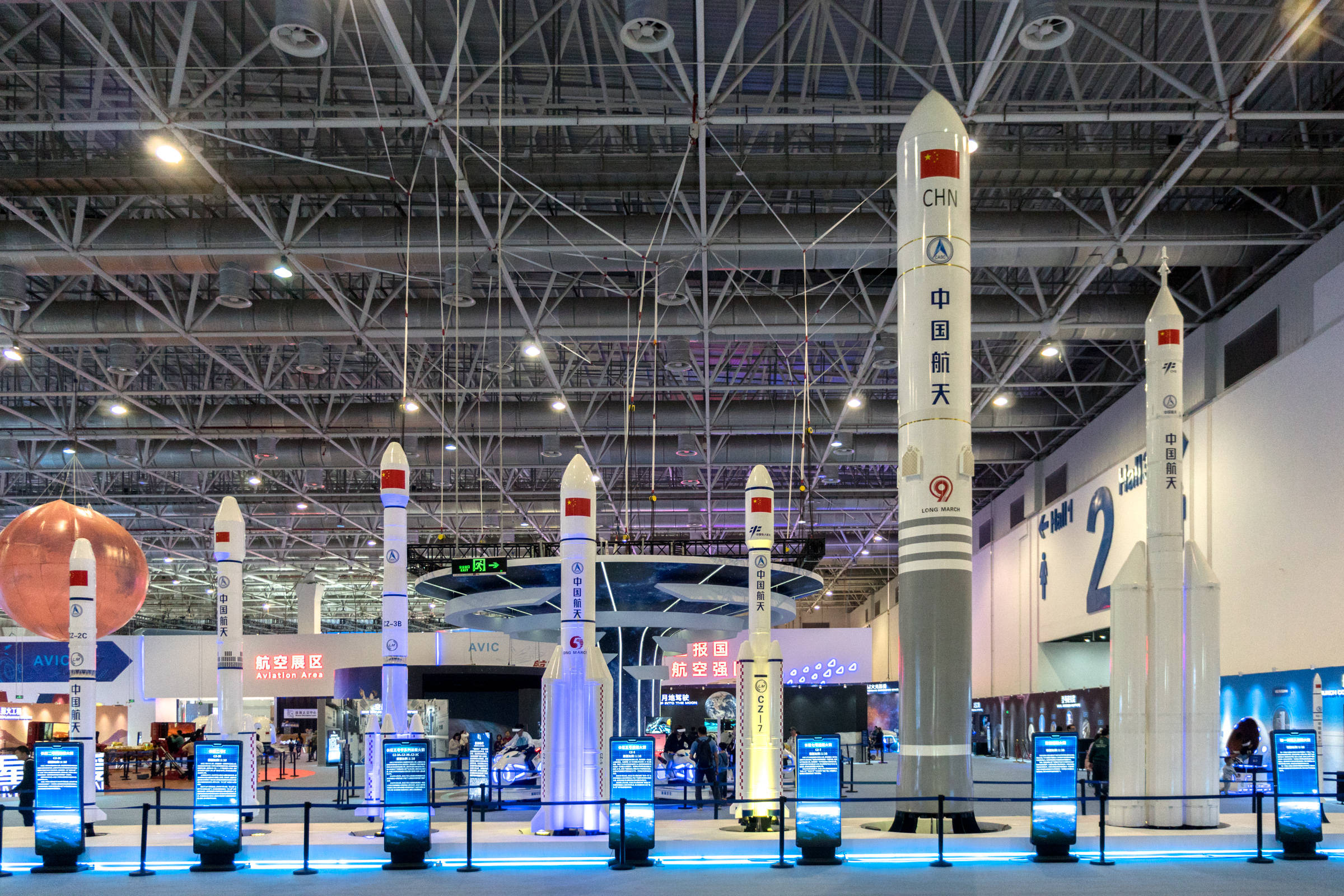
部分长征系列火箭模型，从左至右依次为：长征二号丙、长征二号捆、长征三号乙、长征五号、长征七号、长征九号、长征十号

目前，中国航天科技集团为中国主要的航天发射服务供应商，其主力传统运载火箭长征二号系列、长征三号系列、长征四号系列使用偏二甲肼和四氧化二氮作为主推进剂，即“毒发”。新一代运载火箭长征五号系列、长征六号系列、长征七号系列、长征八号系列使用液氧和煤油等无污染物质作为主推进剂。长征十一号使用固体推进剂。还有正在研制中的长征十号运载火箭和长征九号运载火箭。
除此之外，中国还有其它国企及民营企业提供发射服务，包括中国航天科工集团、蓝箭航天、星际荣耀、星河动力、中科宇航、天兵科技等。

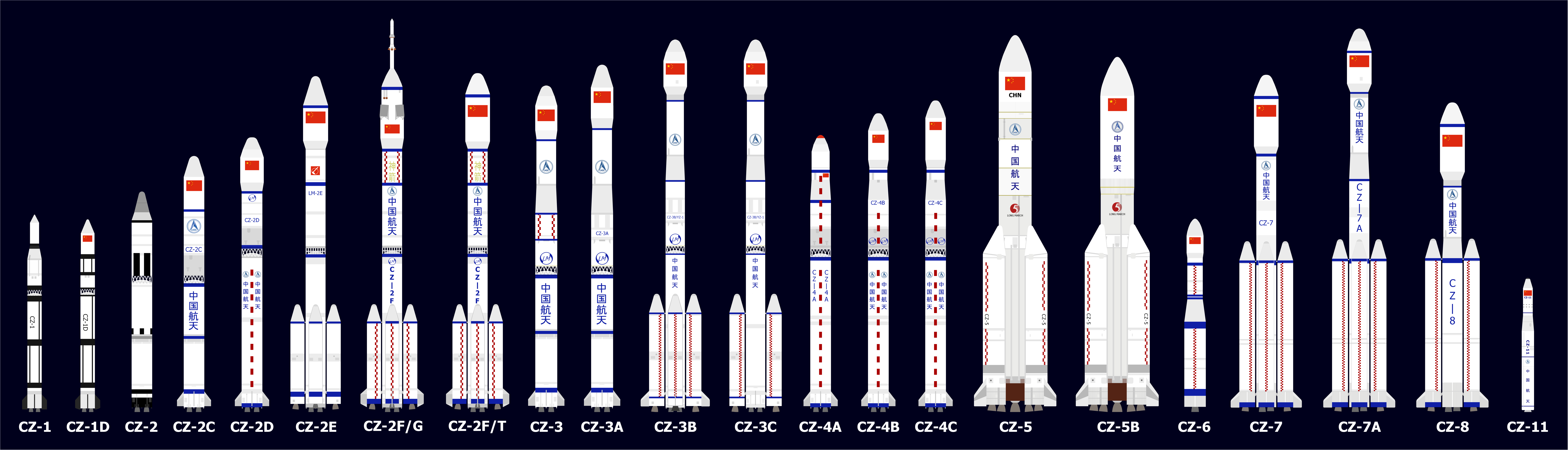
长征系列运载火箭全图谱

| 原语言名称             | 英语名称或拉丁化名称 | 备注 |
| ---------------------- | -------------------- | ---- |
| 长征一号运载火箭       | Long March 1         | 退役 |
| 长征一号丁运载火箭     | Long March 1D        | 退役 |
| 长征二号运载火箭       | Long March 2         | 退役 |
| 长征二号丙运载火箭     | Long March 2C        | 現役 |
| 长征二号丁运载火箭     | Long March 2D        | 現役 |
| 長征二號捆綁式運載火箭 | Long March 2E        | 退役 |
| 长征二号F运载火箭      | Long March 2F        | 現役 |
| 长征三号运载火箭       | Long March 3         | 退役 |
| 长征三号甲运载火箭     | Long March 3A        | 現役 |
| 长征三号乙运载火箭     | Long March 3B        | 現役 |
| 长征三号丙运载火箭     | Long March 3C        | 現役 |
| 长征四号甲运载火箭     | Long March 4A        | 退役 |
| 长征四号乙运载火箭     | Long March 4B        | 現役 |
| 长征四号丙运载火箭     | Long March 4C        | 現役 |
| 长征五号运载火箭       | Long March 5         | 現役 |
| 长征五号乙运载火箭     | Long March 5B        | 現役 |
| 长征六号运载火箭       | Long March 6         | 現役 |
| 長征六號甲運載火箭     | Long March 6A        | 現役 |
| 长征六号丙运载火箭     | Long March 6C        | 现役 |
| 长征七号运载火箭       | Long March 7         | 現役 |
| 長征七號甲運載火箭     | Long March 7A        | 現役 |
| 長征八號運載火箭       | Long March 8         | 現役 |
| 长征八号甲运载火箭     | Long March 8A        | 現役 |
| 长征九号运载火箭       | Long March 9         | 待飞 |
| 长征十号运载火箭       | Long March 10        | 待飞 |
| 长征十号甲运载火箭     | Long March 10A       | 待飞 |
| 长征十一号运载火箭     | Long March 11        | 現役 |
| 长征十二号运载火箭     | Long March 12        | 現役 |

| 原语言名称         | 英语名称或拉丁化名称 | 备注 |
| ------------------ | -------------------- | ---- |
| 風暴一號運載火箭   | Feng Bao 1           | 退役 |
| 開拓者一號運載火箭 | KaiTuozhe 1          | 退役 |
| 開拓者二號運載火箭 | KaiTuozhe 2          | 退役 |
| 快舟一號運載火箭   | KuaiZhou 1           | 現役 |
| 快舟一號甲運載火箭 | KuaiZhou 1A          | 現役 |
| 快舟十一號運載火箭 | KuaiZhou 11          | 現役 |
| 捷龍一號運載火箭   | SmartDragon 1        | 現役 |
| 捷龍二號運載火箭   | SmartDragon 2        | 待飞 |
| 捷龍三號運載火箭   | SmartDragon 3        | 現役 |
| 力箭一号运载火箭   | Zhongke-1A           | 現役 |
| 力箭二號運載火箭   | Kinetica-2           | 待飞 |

| 原语言名称         | 英语名称或拉丁化名称 | 备注 |
| ------------------ | -------------------- | ---- |
| 双曲线一号運載火箭 | Hyperbola-1          | 現役 |
| 双曲线三号運載火箭 | Hyperbola-3          | 待飞 |
| 谷神星一号運載火箭 | CERES-1              | 現役 |
| 谷神星二號運載火箭 | CERES-2              | 待飞 |
| 智神星一号運載火箭 | PALLAS-1             | 待飞 |
| 朱雀一號運載火箭   | Zhuque-1             | 退役 |
| 朱雀二號運載火箭   | Zhuque-2             | 现役 |
| 朱雀三號運載火箭   | Zhuque-3             | 待飞 |
| 天龙二号运载火箭   | Tianlong-2           | 现役 |
| 天龙三号运载火箭   | Tianlong-3           | 待飞 |
| 引力一号运载火箭   | Gravity-1            | 现役 |
| 引力二號運載火箭   | Gravity-2            | 待飞 |
| 星云一号运载火箭   | Nebula-1             | 待飞 |

### 航天器

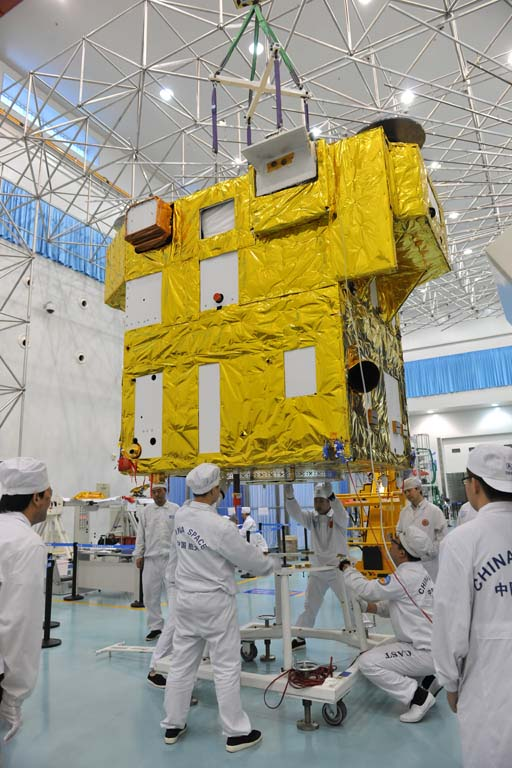
中国和巴西合作研制的资源一号04A卫星

根据《中国航天科技活动蓝皮书（2022年）》，截至2022年底，中国在轨航天器数目超过700个，其中大中型遥感卫星、导航卫星数量居世界第一。
当前部分进行航天器研发的机构与企业有：
- 中国航天科技集团
- 中国航天科工集团
- 中国科学院微小卫星创新研究院
- 长光卫星
- 银河航天
- 时空道宇
- 微纳星空
- 天仪研究院

### 载人航天工程
- 1992年9月21日正式立项[50]。

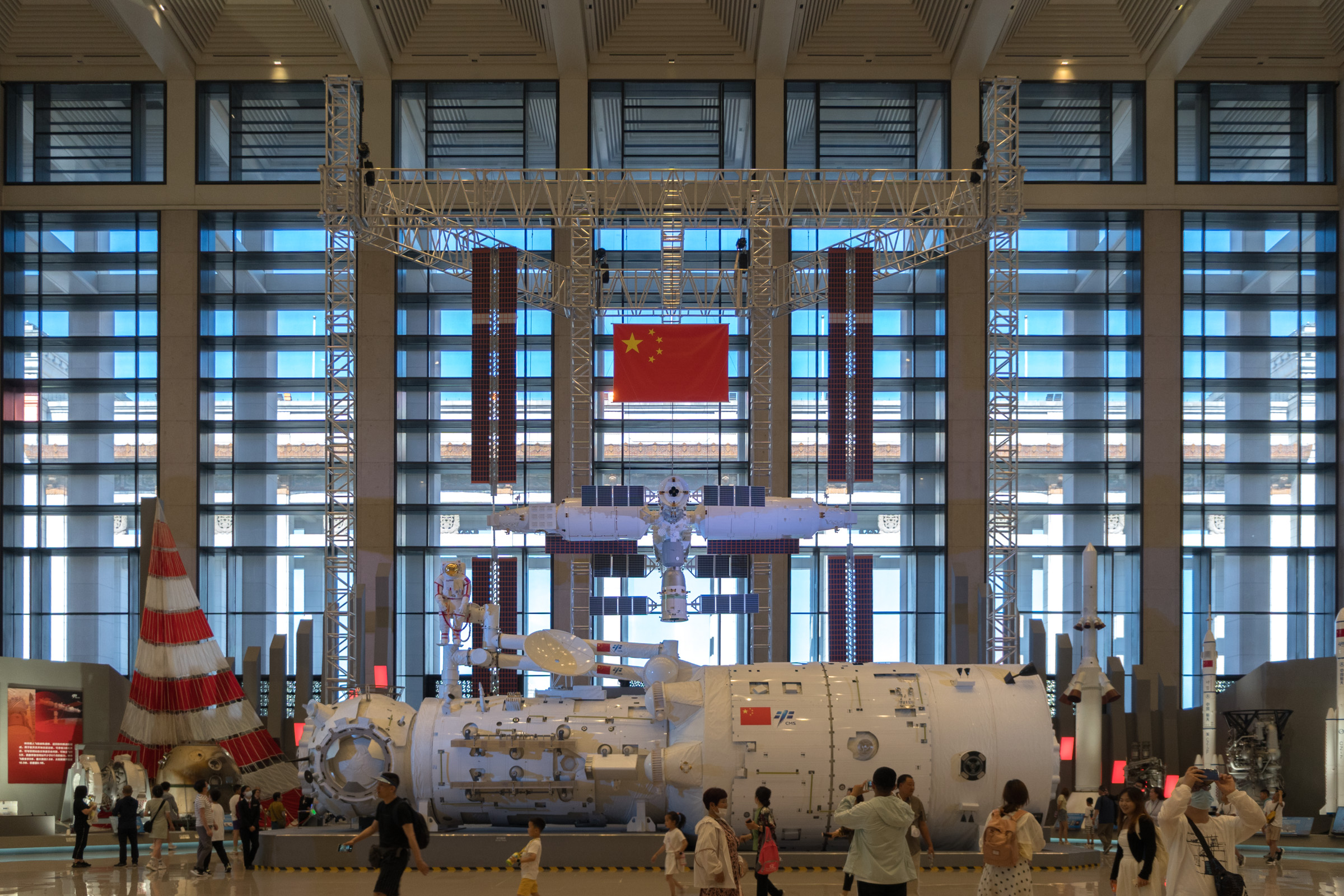
中国国家博物馆2023年举办的中国载人航天工程30年成就展

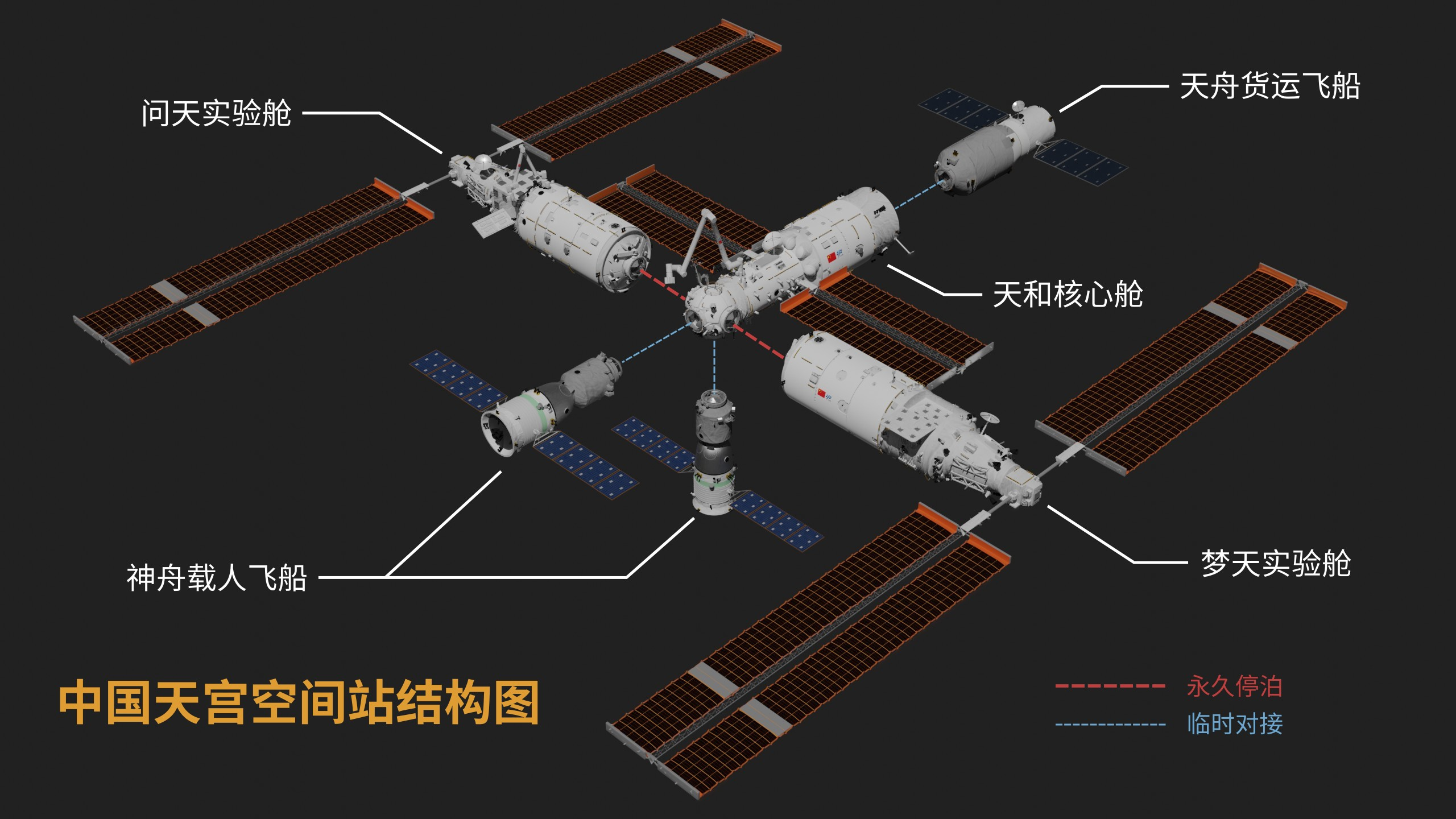
中国空间站结构图

- 1999年11月20日，中國成功發射並回收第一艘無人試驗飛船神舟一號[73][74]。
- 2001年1月10日，中國成功發射並回收神舟二号。
- 2002年3月25日，中国成功发射并回收神舟三号。
- 2002年12月30日，中国成功发射并回收神舟四号。
- 2003年10月15日，中國第一位航天员楊利偉乘坐神舟五號进入太空[85]。
- 2005年10月12日至17日，中國的神舟六號将费俊龙，聂海胜两名航天员送入太空，飛船實現“兩人五天”的載人航天飛行[202]。
- 2008年9月25日，神舟七號飛船將三名航天员翟志剛、刘伯明和景海鵬帶入太空，其间翟志剛實現了中國的第一次太空漫步[89]。
- 2011年9月29日，中國发射了首个试验型空间站天宫一號。
- 2011年11月1日，中国成功发射了神舟八號，并成功完成与天宫一號的对接。
- 2012年6月16日，神舟九號飛船將两名航天员景海鵬、劉旺以及一名女航天員劉洋送入太空，與天宮一號進行兩次對接，其中一次為手動對接。
- 2013年6月11日，神舟十號飞船将两名男航天员聂海胜、张晓光和一名女航天员王亚平送入太空。
- 2016年6月25日，中国新一代载人飞船（梦舟载人飞船）缩比返回舱的首次试验飞行。[203]
- 2016年9月15日，天宫二号由长征二号F改进型运载火箭（T2）从酒泉卫星发射中心发射升空。
- 2016年10月17日，神舟十一号飞船将两名航天员景海鹏、陈冬送入太空，与天宫二号空间实验室进行交会对接，在轨驻留时间长达30天。
- 2020年5月5日，新一代载人飞船试验船（梦舟载人飞船）搭载长征五号B运载火箭遥一箭在文昌发射场成功发射。[204]
- 2021年4月29日，中国成功发射了天宫空间站的首个舱段天和核心舱。
- 2021年6月17日，神舟十二号飞船将三名航天员聂海胜、刘伯明和汤洪波送入太空，并于起飞六个半小时后与天和核心舱对接，在轨停留时间为三个月。
- 2021年10月16日，神舟十三号飞船将三名航天员翟志刚、王亚平和叶光富送入太空，并于起飞六个半小时后与天和核心舱对接，在轨停留六个月。
- 2022年6月5日，神舟十四号飞船将三名航天员陈冬、刘洋、蔡旭哲送入太空，并于起飞七个小时后与天和核心舱对接，在轨停留六个月。
- 2022年7月24日，中国成功发射了天宫空间站的问天实验舱，并于7月25日3时13分成功对接于天和核心舱前向端口[160]。
- 2022年10月2日，啓動第四批預備航天員的選拔工作，並首次在港澳地區選拔載荷專家。
- 2022年10月31日，中国成功发射了天宫空间站的梦天实验舱，11月1日4时27分，成功对接到天和核心舱前向端口。并于11月3日完成转位，与天和核心舱侧向永久停泊端口对接。
- 2022年11月30日，神舟十五号飞船将三名航天员费俊龙、邓清明、张陆送入太空，在与天宫空间站对接后，与等待的神舟十四号乘组完成了中国的首次“太空会师”。12月2日晚，神舟十四、神舟十五号航天员乘组进行交接仪式，空间站正式开启长期有人驻留模式。[167]
- 2023年5月30日，神舟十六号飞船将三名航天员景海鹏、朱杨柱、桂海潮送入太空。[205]
- 2023年10月26日，神舟十七号飞船将三名航天员汤洪波、唐胜杰、江新林送入太空。[206]
- 2024年4月25日，神舟十八号飞船将三名航天员叶光富、李聪、李广苏送入太空。[207]
- 2024年10月30日，神舟十九号飞船将三名航天员为蔡旭哲、宋令东和王浩泽送入太空。[208]
- 2025年4月24日，神舟二十号飞船将三名航天员为陈冬、陈中瑞和王杰送入太空。[209]

### 探月工程
- 2004年1月23日正式立项。

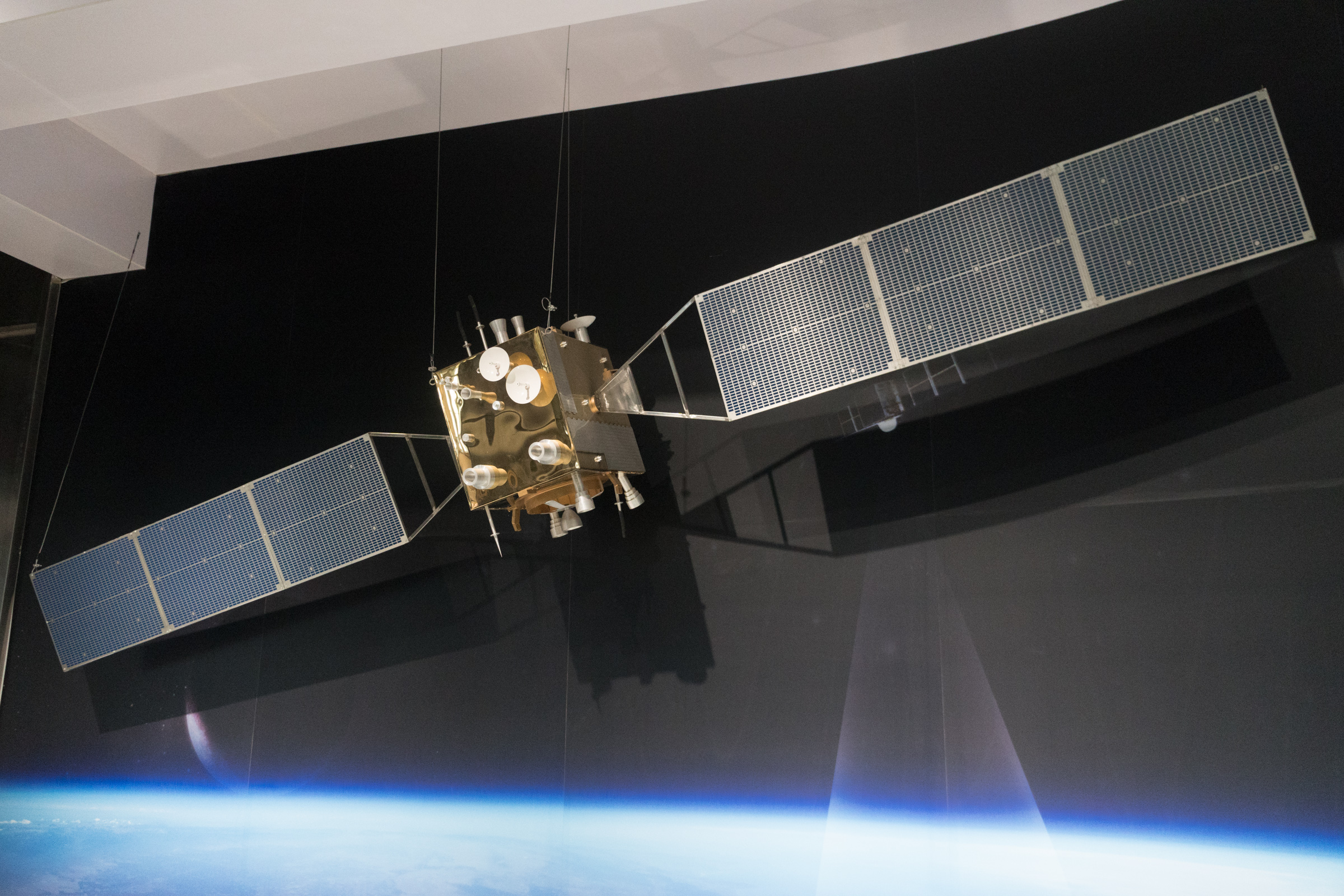
嫦娥一号月球探测器模型

- 2007年10月24日发射嫦娥一号，完成首次月球环绕任务，获取了世界上首个月球多频道被动微波遥感探测[210]。
- 2010年10月1日发射嫦娥二号， 完成了10米级解析度的全月面遥感成像。
- 2013年12月14日嫦娥三號在月球登陸成功，是1976年以来首个软着陆于月球的无人探测器。
- 2014年11月1日，探月工程三期再入返回飛行試驗器从月球轨道返回。
- 2018年6月14日，鵲橋號中繼衛星进入环绕地月拉格朗日L2点的晕轮轨道。
- 2019年1月3日，嫦娥四号着陆与月球背面的冯卡门环形山，这是人类探测器首次软着陆于月球背面。
- 2020年11月24日，中国发射嫦娥五号于月球正面进行取样返回任务，将约2公斤样品带回地球。
- 2024年3月20日，中国发射鹊桥二号中继卫星，并于3月25日进入了24小时周期的环月大椭圆使命轨道。[211][212]
- 2024年5月3日，中国发射嫦娥六号首次实现人类从月球背面采集月壤样本并将其带回地球，6月25日，返回器携带共计1935.3克月球背面月壤样本在内蒙古四子王旗着陆场着陆。

### 深空探测

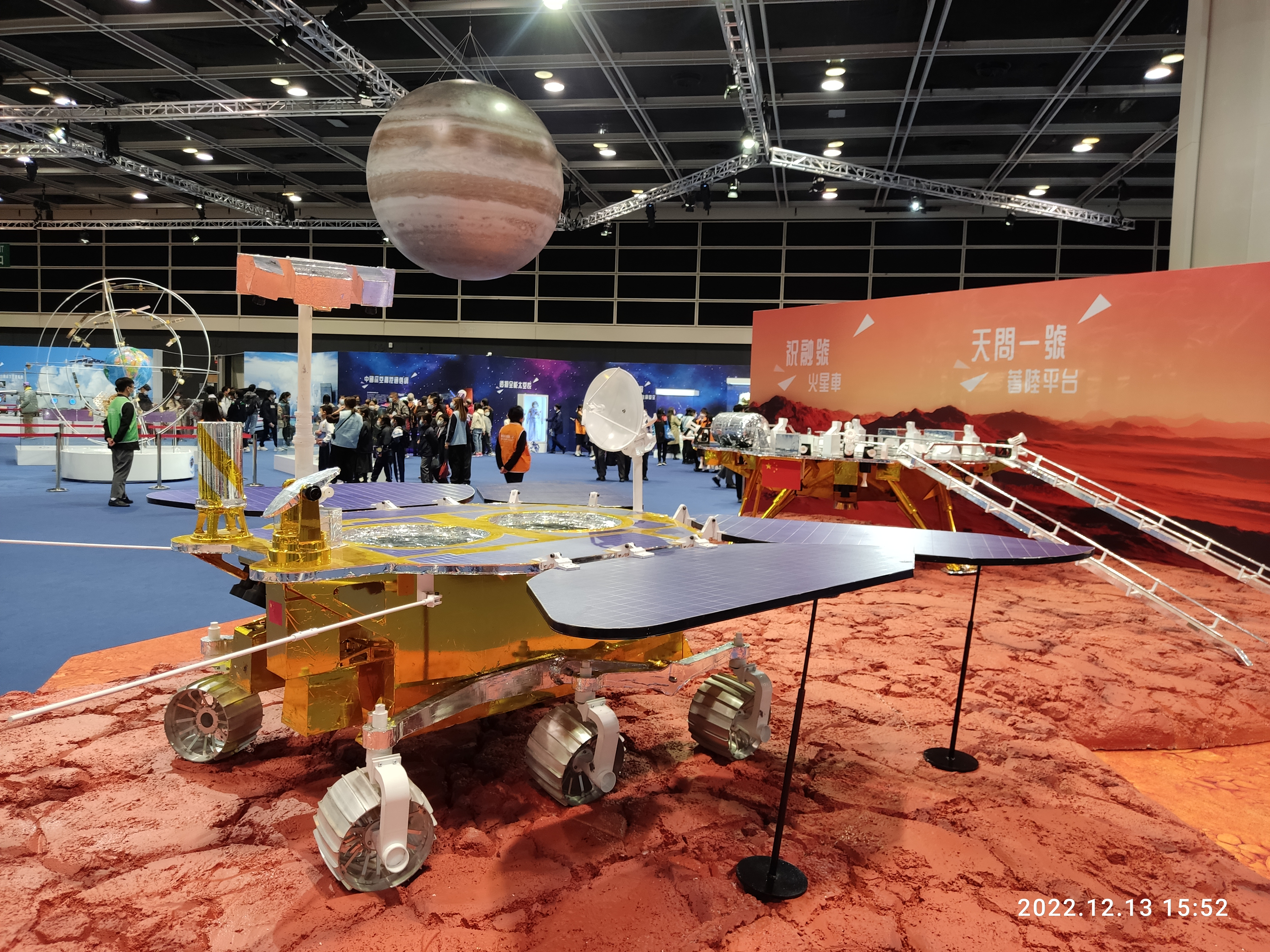
天问一号着陆器与祝融号火星车等比例模型。

- 2012年12月13日16时30分09秒，嫦娥二号在距地球约700万公里远的深空掠过小行星4179，最近距离仅为3.2公里，飞掠时速高达10.73公里/秒。这是中国第一次对小行星进行探测，中国也成为继美国、欧空局和日本后，第四个对小行星实施探测的国家或组织。有关测控数据表明，截至2014年年中，嫦娥二号已经突破了1亿公里深空。[213]
- 2016年1月11日首次火星探测工程正式立项。
- 2020年7月23日，天问一号火星环绕器与着陆巡视器组合体成功发射。探测器于2021年2月10日成功入轨环绕火星，成为中国第一个火星人造卫星。
- 2021年5月15日，祝融号火星车成功着陆于火星表面的乌托邦平原并开始巡视工作。
- 2025年5月29日，天问二号发射升空，首先将尝试从近地小行星2016 HO3（又名振荡天星）采集样本带回地球，之后前往主带彗星P/2013 P5（又名311P）开展伴飞探测，整个任务将持续约10年。

### 未来计划
- 基于现有的66吨级空間站基本构型继续扩充舱段，远期可拓展至180吨。
- 开展中國月球探測計劃“嫦娥工程”的四期阶段， 包括嫦娥七号、嫦娥八号等任务，同时逐步推进中国的载人登月计划，计划在2030年前将第一个中国人送上月球，在2030年代建成国际月球科研站，以期2040年代启动地月空间经济带的建设[1]。
- 2012年6月14日，中国探月工程首席科学家欧阳自远院士在中科院第十六次院士大会上表示，中国深空探测当前的任务是进行太阳系探测，要研究的主要科学问题包括：太阳系生命信息的探寻，行星的起源与演化和太阳系的形成与演化，太阳和小天体活动对地球的灾害性影响，地外资源、能源与环境的开发利用以支持人类社会的可持续发展等。[214]
- 中国的空天飞机研制计划“腾云工程”计划于2025年完成关键技术攻关，2030年代实现空天飞机的首飞，远期可实现人类低成本空天往返，降低航天运输的代价[215]。目前该计划已完成首次液体火箭冲压组合发动机的飞行验证[216]。
- 中国深空探测初步明确了四次任务。第一次任务是在2020年发射火星探测器，2021年到达火星（天问一号，已成功完成）。计划2028年左右进行第二次火星探测，采集火星土壤返回地球。中国还将在2025年左右进行小行星探测，并在2030年前后开展木星系探测和天王星飞越探测，另外还规划论证2-3次太阳系边际探测。[1]
- 天问三号计划于2028年前后发射探测器着陆火星，是国家航天局组织的中国行星探测工程的一项计划中的火星采样返回任务，并在采集至少500克火星样品后，于2031年前后返回地球。
- 中国后续的太阳探测发展计划（羲和计划及夸父计划）目前正处于论证阶段，当前方案分为三步，将逐步完成在黄道面内进行多视角探测（首选地日拉格郎日L5点）、大倾角太阳极区探测以及太阳抵近观测三次任务的实施，计划于2026年发射日地L5点太阳立体观测卫星（羲和二号）、2030年发射太阳极轨探测器、2035年发射太阳抵近探测器[217]。
- 搜寻太阳系近邻宜居行星的太空探索计划觅音计划已于2018年启动[218]，该计划涉及空间分布式合成孔径阵列望远镜、低噪声中红外探测器、高灵敏高稳定深低温空间探测等关键技术，已被中国航天科技集团列入面向2030年和2045年即将开展的重大工程项目[219]。
- 中国正在规划空间太阳能电站的建设，目前首个实验基地已在重庆璧山开工建设，空间太阳能发电站、无线微波传能以及空间信息网等技术的前期模拟演示与论证也已同步展开[220]。该计划将分四步进行，最终计划于2036年到2050年间在地球同步轨道上建造并完成太空光伏电站的商业运营[221]，其发电功率预计可达每平方米10-14千瓦[220]。

## 航天发展的机构与地区

### 研究机构/高校

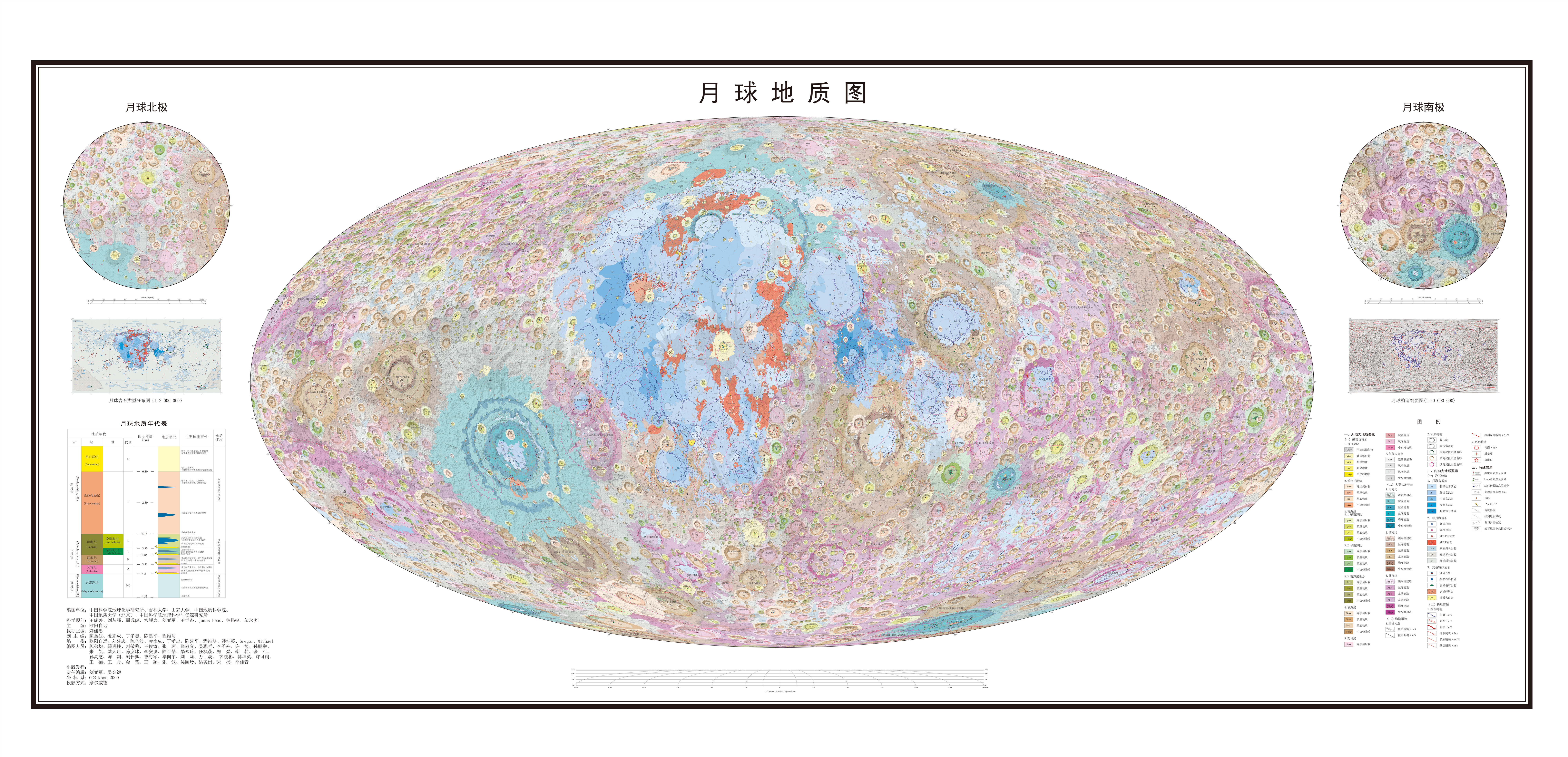
中国科学院制作的1:250万月球全月地质图

- 中国航天科技集团
- 中国航天科工集团
- 中国科学院
- 哈尔滨工业大学
- 中国人民解放军国防科技大学
- 北京航空航天大学
- 西北工业大学
- 南京航空航天大学

### 航天城
- 东风航天城，也被称为二十基地或东风基地[222]
- 北京航天城
- 文昌航天城
- 上海航天城
- 烟台航天城[223][202]

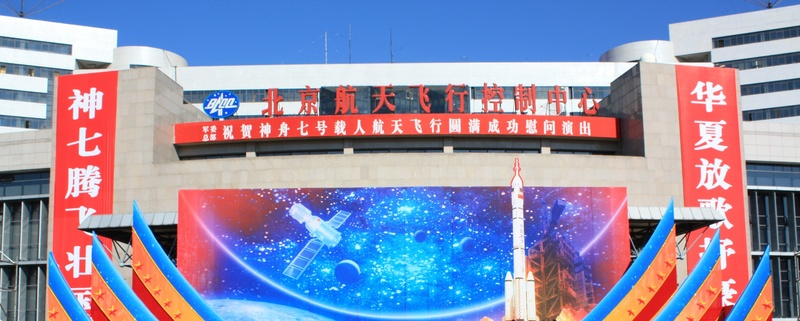
北京航天飞行控制中心

- 贵州航天高新技术产业园，也被称为航天〇六一基地，于2002年在十五“国家863计划成果产业化基地”批准后建立[224]

### 亚轨道发射场
- 南汇县老港镇东进村31°1′11.91″N 121°51′58.72″E / 31.0199750°N 121.8663111°E于1960年2月19日第一次成功发射了t-7m探空火箭[225]。
- 603基地（安徽广德誓节渡中国科学院六〇三基地）也被称为广德发射场30°52′51.21″N 119°12′11.25″E / 30.8808917°N 119.2031250°E。[226]于1964年7月19日第一次成功发射生物实验t-7a（s1）探空火箭将八只白老鼠运送到太空并存活返回[227]。
- 中科院国家空间科学中心海南探空部探空火箭发射场19°31′44.71″N 109°07′09.57″E / 19.5290861°N 109.1193250°E。

### 發動機試驗场
- 北京云岗基地39°49′45.26″N 116°08′16.01″E / 39.8292389°N 116.1377806°E
  - 功勳試驗台39°49′47.45″N 116°08′20.32″E / 39.8298472°N 116.1389778°E
  - 垂直高空模擬試驗台39°49′49.69″N 116°08′38.34″E / 39.8304694°N 116.1439833°E
- 西安秦岭基地34°01′24.38″N 108°54′20.88″E / 34.0234389°N 108.9058000°E
- 西安白鹿原基地(固體)34°12′38.47″N 109°11′08.99″E / 34.2106861°N 109.1858306°E
- 陝西銅川基地(700噸液體火箭)35°02′32.47″N 109°01′53.18″E / 35.0423528°N 109.0314389°E
- 陝西鳳州基地 紅光溝 502台
  - 功勳試驗台 33°57′13.64″N 106°43′34.56″E / 33.9537889°N 106.7262667°E

### 航天器回收着陆地面综合试验场
- 中国空间技术研究院北京空间机电研究所（508所）北京大兴长子营镇基地[228] 39°39′27.25″N 116°34′54.57″E / 39.6575694°N 116.5818250°E

### 地外天体着陆综合试验场
- 中国空间技术研究院北京空间机电研究所（508所）河北怀来基地[229][230] 40°17′04.78″N 115°46′53.54″E / 40.2846611°N 115.7815389°E

### 航天員科研訓練中心
- 北京培訓中心40°04′04.41″N 116°15′19.88″E / 40.0678917°N 116.2555222°E
- 東風問天閣40°58′47.60″N 100°13′02.49″E / 40.9798889°N 100.2173583°E

### 卫星和载人飞船回收着陆场站
- 紅格爾蘇木场站

42°02′20.23″N 111°32′02.80″E / 42.0389528°N 111.5341111°E
- 東方紅场站

41°18′24.67″N 100°18′51.05″E / 41.3068528°N 100.3141806°E

### 航天发射中心

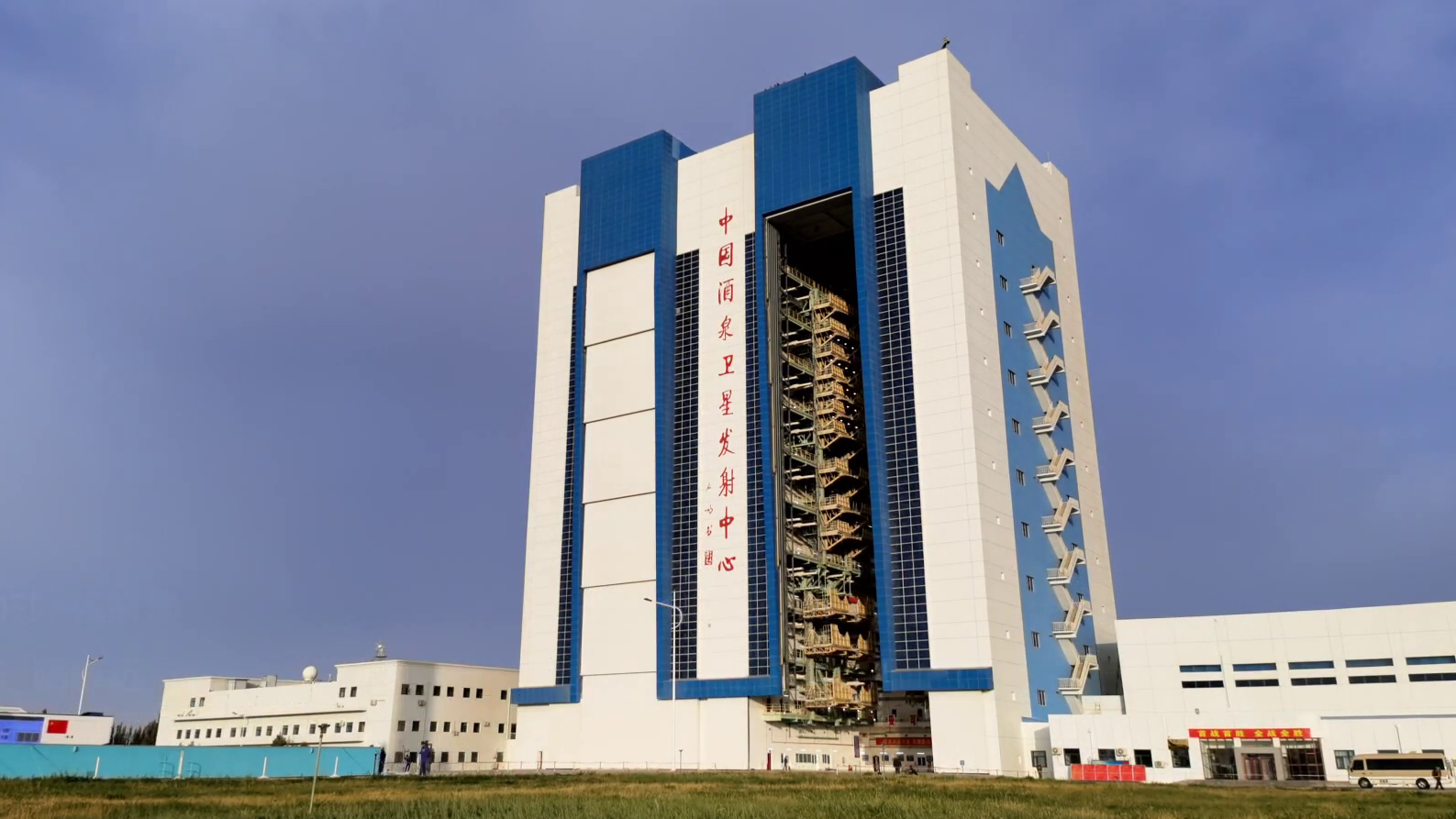
酒泉卫星发射中心内的垂直总装测试厂房

中华人民共和国设有3个航天发射中心，6个发射场：
- 酒泉卫星发射中心
- 太原卫星发射中心
  - 下辖东方航天港，在黄海，东海进行发射
- 西昌卫星发射中心
  - 下辖文昌航天发射场
- 海南商业航天发射场

### 监测和控制中心
- 北京航天飞行控制中心40°04′19.14″N 116°15′24.65″E / 40.0719833°N 116.2568472°E
- 西安卫星测控中心也被称为二十六基地34°15′07.37″N 109°01′04.81″E / 34.2520472°N 109.0180028°E
- 远望级测量船[231]
  - 远望三号
  - 远望五号
  - 远望六号
  - 远望七号
- 天链系列中继卫星-跟踪与数据中继卫星星座：
  - 天链一号
    - 天链一号01星，专门开发用来增加神舟7号飞船和地面的通讯时间，并增大数据传输量。[232][233]
    - 天链一号02星
    - 天链一号03星
    - 天链一号04星
    - 天链一号05星

  - 天链二号
    - 天链二号01星
    - 天链二号02星
    - 天链二号03星
    - 天链二号04星
- 无线电天线深空跟踪网络，在北京，上海，昆明，乌鲁木齐之间形成3000公里的VLBI（甚长基线干涉）。

### 国内跟踪站
在中国西北的喀什，东北的佳木斯和南方的三亚之间形成一个新的大三角综合陆地空间网络监测站。
- 渭南站
- 长城站
- 青岛站
- 沾益站
- 南海站
- 天山站
- 厦门站
- 鲁山站
- 佳木斯站
- 喀什站
- 三亚站
- 西沙站
- 铜鼓岭站
- 东风站
- 雙城站
- 和田站

### 国外跟踪站
- 卡拉奇站
- 马林迪站
- 斯瓦科普蒙德站
- 澳大利亚当加拉测控站
- 巴西阿尔坎特拉
- 法国奥赛盖尔
- 法国凯尔盖朗群岛
- 瑞典基律納北極站
- 阿根廷內烏肯站

### 航天器着陆场
- 四子王旗着陆场，神舟一号至神舟十一号、嫦娥工程使用
  - 42°14′35.95″N 111°29′36.02″E / 42.2433194°N 111.4933389°E，神舟五號飞船着陆点，離預定著陸地中心點僅差4.8公里。
  - 42°29′11.70″N 112°42′57.16″E / 42.4865833°N 112.7158778°E，神舟十一號飞船着陆点，偏離理論著陸點中心約100公里，當時風力4級。
- 东风着陆场，新一代载人飞船、神舟十二号起使用
  - 41°37′43″N 100°04′28″E / 41.62861°N 100.07444°E，神舟十二號飛船著陸點。

### 航天系统医院
北京
- 中国航天科技集团公司总公司（北京航天总医院，711医院）
- 航天中心医院（原中国航天工业总公司中心医院，721医院）（北京大学航天临床医学院、北京急救中心西区分中心）
- 中国航天科工集团731医院（731医院）